# Pandémie de Covid-19 à Jersey
La pandémie de Covid-19 dans le bailliage de Jersey fait partie de la pandémie mondiale de Maladie à coronavirus 2019 (Covid-19) causée par le syndrome respiratoire aigu sévère coronavirus 2 (SARS-CoV-2). Le premier cas à Jersey a été confirmé le 10 mars 2020 lorsqu'une personne a été testée positive sur l'île après son retour d'Italie.
La stratégie du gouvernement de Jersey depuis le verrouillage a été « réprimer, contenir et protéger ». Il s'agit de retarder la propagation du virus, d'éviter que les personnes vulnérables ne l'attrapent, d'aider les services de santé de l'île à faire face au nombre de personnes nécessitant des soins hospitaliers et de sauver le plus de vies possible. Il a reconnu que de nombreux insulaires seraient infectés et a cherché à garantir que les meilleurs soins médicaux possibles leur soient disponibles.

## Contexte
Un nouveau coronavirus (SRAS-CoV-2) a été identifié pour la première fois à Wuhan, Hubei, Chine, fin décembre 2019 comme cause d'un groupe de cas d'une maladie respiratoire aiguë désormais appelée maladie à coronavirus 2019 (Covid-19). Au 31 mars 2020, plus de 190 pays et territoires avaient été touchés, avec des épidémies majeures en Chine, Italie, Corée du Sud et Iran,. Le 11 mars, l'Organisation mondiale de la santé (OMS) a qualifié la propagation du Covid-19 de pandémie,.

## Chronologie
| COVID-19 Le bailliage de Jersey Décès Guérisons Cas actifs 20202021marsavr.maijuinjuill.aoûtsept.oct.nov.déc.janv.Derniers 15 joursDerniers 15 jours | COVID-19 Le bailliage de Jersey Décès Guérisons Cas actifs 20202021marsavr.maijuinjuill.aoûtsept.oct.nov.déc.janv.Derniers 15 joursDerniers 15 jours | COVID-19 Le bailliage de Jersey Décès Guérisons Cas actifs 20202021marsavr.maijuinjuill.aoûtsept.oct.nov.déc.janv.Derniers 15 joursDerniers 15 jours | COVID-19 Le bailliage de Jersey Décès Guérisons Cas actifs 20202021marsavr.maijuinjuill.aoûtsept.oct.nov.déc.janv.Derniers 15 joursDerniers 15 jours | COVID-19 Le bailliage de Jersey Décès Guérisons Cas actifs 20202021marsavr.maijuinjuill.aoûtsept.oct.nov.déc.janv.Derniers 15 joursDerniers 15 jours |
| --- | --- | --- | --- | --- |
| Date | Date | | Nombre de cas | # décès |
| 2020-03-10 | 2020-03-10 | | 1(N/A) | |
| 2020-03-11 | 2020-03-11 | | 2(+100%) | |
| ⋮ | ⋮ | | 2(=) | |
| 2020-03-16 | 2020-03-16 | | 5(+150%) | |
| 2020-03-17 | 2020-03-17 | | 5(=) | |
| 2020-03-18 | 2020-03-18 | | 6(+20%) | |
| 2020-03-19 | 2020-03-19 | | 10(+67%) | |
| 2020-03-20 | 2020-03-20 | | 12(+20%) | |
| 2020-03-21 | 2020-03-21 | | 15(+17%) | |
| 2020-03-22 | 2020-03-22 | | 15(=) | |
| 2020-03-23 | 2020-03-23 | | 16(+7%) | |
| ⋮ | ⋮ | | 16(=) | |
| 2020-03-26 | 2020-03-26 | | 32(+100%) | 1(N/A) |
| 2020-03-27 | 2020-03-27 | | 52(+63%) | 1(=) |
| 2020-03-28 | 2020-03-28 | | 61(+17%) | 1(=) |
| 2020-03-29 | 2020-03-29 | | 63(+3%) | 2(+1) |
| 2020-03-30 | 2020-03-30 | | 81(+29%) | 2(=) |
| 2020-03-31 | 2020-03-31 | | 81(=) | 2(=) |
| 2020-04-01 | | | | |
| 2020-04-02 | 2020-04-02 | | 96(+19%) | 2(=) |
| 2020-04-03 | 2020-04-03 | | 118(+23%) | 2(=) |
| 2020-04-04 | 2020-04-04 | | 126(+6%) | 3(+1) |
| 2020-04-05 | 2020-04-05 | | 155(+23%) | 3(=) |
| 2020-04-06 | 2020-04-06 | | 169(+9%) | 3(=) |
| 2020-04-07 | 2020-04-07 | | 170(+1%) | 3(=) |
| 2020-04-08 | 2020-04-08 | | 170(=) | 3(=) |
| 2020-04-09 | 2020-04-09 | | 183(+7%) | 3(=) |
| 2020-04-10 | 2020-04-10 | | 198(+8%) | 3(=) |
| 2020-04-11 | 2020-04-11 | | 198(=) | 3(=) |
| 2020-04-12 | 2020-04-12 | | 213(+7%) | 3(=) |
| 2020-04-13 | 2020-04-13 | | 217(+2%) | 3(=) |
| 2020-04-14 | 2020-04-14 | | 217(=) | 6(+3) |
| 2020-04-15 | 2020-04-15 | | 219(+0.9%) | 7(+1) |
| 2020-04-16 | 2020-04-16 | | 223(+1.8%) | 10(+3) |
| 2020-04-17 | 2020-04-17 | | 234(+4.9%) | 11(+1) |
| 2020-04-18 | 2020-04-18 | | 245(+4.7%) | 12(+1) |
| 2020-04-19 | 2020-04-19 | | 249(+1.6%) | 12(=) |
| 2020-04-20 | 2020-04-20 | | 249(=) | 14(+2) |
| 2020-04-21 | 2020-04-21 | | 255(+2.4%) | 14(=) |
| 2020-04-22 | 2020-04-22 | | 255(=) | 18(+4) |
| 2020-04-23 | 2020-04-23 | | 276(+8.2%) | 19(+1) |
| 2020-04-24 | 2020-04-24 | | 278(+0.8%) | 19(=) |
| 2020-04-25 | 2020-04-25 | | 280(+0.7%) | 19(=) |
| 2020-04-26 | 2020-04-26 | | 281(+0.4%) | 19(=) |
| 2020-04-27 | 2020-04-27 | | 283(+0.7%) | 19(=) |
| 2020-04-28 | 2020-04-28 | | 284(+0.4%) | 20(+1) |
| 2020-04-29 | 2020-04-29 | | 286(+0.7%) | 21(+1) |
| 2020-04-30 | 2020-04-30 | | 286(=) | 23(+2) |
| 2020-05-01 | 2020-05-01 | | 286(=) | 24(+1) |
| 2020-05-02 | 2020-05-02 | | 291(+5) | 24(=) |
| 2020-05-03 | 2020-05-03 | | 292(+1) | 24(=) |
| 2020-05-04 | 2020-05-04 | | 293(+1) | 24(=) |
| 2020-05-05 | 2020-05-05 | | 293(=) | 24(=) |
| 2020-05-06 | 2020-05-06 | | 293(=) | 25(+1) |
| 2020-05-07 | 2020-05-07 | | 293(=) | 25(=) |
| 2020-05-08 | 2020-05-08 | | 293(=) | 25(=) |
| 2020-05-09 | 2020-05-09 | | 293(=) | 25(=) |
| 2020-05-10 | 2020-05-10 | | 294(+1) | 25(=) |
| 2020-05-11 | 2020-05-11 | | 294(=) | 25(=) |
| 2020-05-12 | 2020-05-12 | | 295(+1) | 26(+1) |
| 2020-05-13 | 2020-05-13 | | 296(+1) | 27(+1) |
| 2020-05-14 | 2020-05-14 | | 297(+1) | 27(=) |
| 2020-05-15 | 2020-05-15 | | 297(=) | 27(=) |
| 2020-05-16 | 2020-05-16 | | 302(+5) | 27(=) |
| 2020-05-17 | 2020-05-17 | | 302(=) | 27(=) |
| 2020-05-18 | 2020-05-18 | | 303(+1) | 27(=) |
| 2020-05-19 | 2020-05-19 | | 303(=) | 28(+1) |
| 2020-05-20 | 2020-05-20 | | 306(+3) | 29(+1) |
| 2020-05-21 | 2020-05-21 | | 306(=) | 29(=) |
| 2020-05-22 | 2020-05-22 | | 306(=) | 29(=) |
| 2020-05-23 | 2020-05-23 | | 306(=) | 29(=) |
| 2020-05-24 | 2020-05-24 | | 306(=) | 29(=) |
| 2020-05-25 | 2020-05-25 | | 307(+1) | 29(=) |
| 2020-05-26 | 2020-05-26 | | 307(=) | 29(=) |
| 2020-05-27 | 2020-05-27 | | 308(+1) | 29(=) |
| 2020-05-28 | 2020-05-28 | | 308(=) | 29(=) |
| 2020-05-29 | 2020-05-29 | | 308(=) | 29(=) |
| 2020-05-30 | 2020-05-30 | | 308(=) | 29(=) |
| 2020-05-31 | 2020-05-31 | | 308(=) | 29(=) |
| 2020-06-01 | 2020-06-01 | | 308(=) | 29(=) |
| 2020-06-02 | 2020-06-02 | | 308(=) | 30(+1) |
| 2020-06-03 | 2020-06-03 | | 309(+1) | 30(=) |
| 2020-06-04 | 2020-06-04 | | 309(=) | 30(=) |
| 2020-06-05 | 2020-06-05 | | 309(=) | 30(=) |
| 2020-06-06 | 2020-06-06 | | 311(+2) | 30(=) |
| 2020-06-07 | 2020-06-07 | | 311 | 30 |
| 2020-06-08 | 2020-06-08 | | 312(+1) | 30(=) |
| 2020-06-09 | 2020-06-09 | | 313(+1) | 30(=) |
| 2020-06-10 | 2020-06-10 | | 313(=) | 30(=) |
| 2020-06-11 | 2020-06-11 | | 313(=) | 30(=) |
| 2020-06-12 | 2020-06-12 | | 313(=) | 30(=) |
| 2020-06-13 | 2020-06-13 | | 313(=) | 30(=) |
| 2020-06-14 | 2020-06-14 | | 313 | 30 |
| 2020-06-15 | 2020-06-15 | | 316(+3) | 30(=) |
| 2020-06-16 | 2020-06-16 | | 316(=) | 30(=) |
| 2020-06-17 | 2020-06-17 | | 318(+2) | 30(=) |
| 2020-06-18 | 2020-06-18 | | 318(=) | 30(=) |
| 2020-06-19 | 2020-06-19 | | 318(=) | 31(+1) |
| 2020-06-20 | 2020-06-20 | | 318(=) | 31(=) |
| 2020-06-21 | 2020-06-21 | | 318 | 31 |
| 2020-06-22 | 2020-06-22 | | 318(=) | 31(=) |
| 2020-06-23 | 2020-06-23 | | 318(=) | 31(=) |
| 2020-06-24 | 2020-06-24 | | 319(+1) | 31(=) |
| 2020-06-25 | 2020-06-25 | | 319(=) | 31(=) |
| 2020-06-26 | 2020-06-26 | | 319(=) | 31(=) |
| ⋮ | ⋮ | | 319(=) | 31(=) |
| 2020-06-29 | 2020-06-29 | | 319(=) | 31(=) |
| 2020-06-30 | 2020-06-30 | | 319(=) | 31(=) |
| 2020-07-01 | 2020-07-01 | | 319(=) | 31(=) |
| 2020-07-02 | 2020-07-02 | | 320(+1) | 31(=) |
| 2020-07-03 | 2020-07-03 | | 320(=) | 31(=) |
| ⋮ | ⋮ | | 320(=) | 31(=) |
| 2020-07-06 | 2020-07-06 | | 325(+5) | 31(=) |
| 2020-07-07 | 2020-07-07 | | 325(=) | 31(=) |
| 2020-07-08 | 2020-07-08 | | 325(=) | 31(=) |
| 2020-07-09 | 2020-07-09 | | 325(=) | 31(=) |
| 2020-07-10 | 2020-07-10 | | 325(=) | 31(=) |
| ⋮ | ⋮ | | 325(=) | 31(=) |
| 2020-07-13 | 2020-07-13 | | 329(+4) | 31(=) |
| 2020-07-14 | 2020-07-14 | | 329(=) | 31(=) |
| 2020-07-15 | 2020-07-15 | | 329(=) | 31(=) |
| 2020-07-16 | 2020-07-16 | | 331(+2) | 31(=) |
| 2020-07-17 | 2020-07-17 | | 331(=) | 31(=) |
| ⋮ | ⋮ | | 331(=) | 31(=) |
| 2020-07-20 | 2020-07-20 | | 331(=) | 31(=) |
| 2020-07-21 | 2020-07-21 | | 331(=) | 31(=) |
| 2020-07-22 | 2020-07-22 | | 331(=) | 31(=) |
| 2020-07-23 | 2020-07-23 | | 331(=) | 31(=) |
| 2020-07-24 | 2020-07-24 | | 332(+1) | 31(=) |
| ⋮ | ⋮ | | 332(=) | 31(=) |
| 2020-07-27 | 2020-07-27 | | 334(+2) | 31(=) |
| 2020-07-28 | 2020-07-28 | | 335(+1) | 31(=) |
| 2020-07-29 | 2020-07-29 | | 335(=) | 31(=) |
| 2020-07-30 | 2020-07-30 | | 335(=) | 31(=) |
| 2020-07-31 | 2020-07-31 | | 335(=) | 31(=) |
| ⋮ | ⋮ | | 335(=) | 31(=) |
| 2020-08-03 | 2020-08-03 | | 339(+4) | 31(=) |
| 2020-08-04 | 2020-08-04 | | 343(+4) | 31(=) |
| 2020-08-05 | 2020-08-05 | | 344(+1) | 31(=) |
| 2020-08-06 | 2020-08-06 | | 345(+1) | 31(=) |
| 2020-08-07 | 2020-08-07 | | 345(=) | 31(=) |
| ⋮ | ⋮ | | 345(=) | 31(=) |
| 2020-08-10 | 2020-08-10 | | 347(+2) | 31(=) |
| 2020-08-11 | 2020-08-11 | | 347(=) | 31(=) |
| 2020-08-12 | 2020-08-12 | | 351(+4) | 31(=) |
| 2020-08-13 | 2020-08-13 | | 351(=) | 31(=) |
| 2020-08-14 | 2020-08-14 | | 355(+4) | 31(=) |
| ⋮ | ⋮ | | 355(=) | 31(=) |
| 2020-08-17 | 2020-08-17 | | 357(+2) | 32(+1) |
| 2020-08-18 | 2020-08-18 | | 358(+1) | 32(=) |
| 2020-08-19 | 2020-08-19 | | 361(+3) | 32(=) |
| 2020-08-20 | 2020-08-20 | | 362(+1) | 32(=) |
| 2020-08-21 | 2020-08-21 | | 363(+1) | 32(=) |
| ⋮ | ⋮ | | 363(=) | 32(=) |
| 2020-08-24 | 2020-08-24 | | 364(+1) | 32(=) |
| 2020-08-25 | 2020-08-25 | | 368(+4) | 32(=) |
| 2020-08-26 | 2020-08-26 | | 371(+3) | 32(=) |
| 2020-08-27 | 2020-08-27 | | 372(+1) | 32(=) |
| 2020-08-28 | 2020-08-28 | | 373(+1) | 32(=) |
| ⋮ | ⋮ | | 373(=) | 32(=) |
| 2020-09-01 | 2020-09-01 | | 378(+5) | 32(=) |
| 2020-09-02 | 2020-09-02 | | 381(+3) | 32(=) |
| 2020-09-03 | 2020-09-03 | | 373(-8) | 32(=) |
| 2020-09-04 | 2020-09-04 | | 374(+1) | 32(=) |
| ⋮ | ⋮ | | 374(=) | 32(=) |
| 2020-09-07 | 2020-09-07 | | 375(+1) | 32(=) |
| 2020-09-08 | 2020-09-08 | | 376(+1) | 32(=) |
| 2020-09-09 | 2020-09-09 | | 378(+2) | 32(=) |
| 2020-09-10 | 2020-09-10 | | 379(+1) | 32(=) |
| 2020-09-11 | 2020-09-11 | | 380(+1) | 32(=) |
| ⋮ | ⋮ | | 380(=) | 32(=) |
| 2020-09-14 | 2020-09-14 | | 386(+6) | 32(=) |
| 2020-09-15 | 2020-09-15 | | 386(=) | 32(=) |
| 2020-09-16 | 2020-09-16 | | 389(+3) | 32(=) |
| 2020-09-17 | 2020-09-17 | | 391(+2) | 32(=) |
| 2020-09-18 | 2020-09-18 | | 393(+2) | 32(=) |
| ⋮ | ⋮ | | 393(=) | 32(=) |
| 2020-09-21 | 2020-09-21 | | 396(+3) | 32(=) |
| 2020-09-22 | 2020-09-22 | | 398(+2) | 32(=) |
| 2020-09-23 | 2020-09-23 | | 399(+1) | 32(=) |
| 2020-09-24 | 2020-09-24 | | 399(=) | 32(=) |
| 2020-09-25 | 2020-09-25 | | 400(+1) | 32(=) |
| ⋮ | ⋮ | | 400(=) | 32(=) |
| 2020-09-28 | 2020-09-28 | | 408(+8) | 32(=) |
| 2020-09-29 | 2020-09-29 | | 409(+1) | 32(=) |
| 2020-09-30 | 2020-09-30 | | 414(+5) | 32(=) |
| 2020-10-01 | 2020-10-01 | | 419(+5) | 32(=) |
| 2020-10-02 | 2020-10-02 | | 421(+2) | 32(=) |
| ⋮ | ⋮ | | 421(=) | 32(=) |
| 2020-10-05 | 2020-10-05 | | 431(+10) | 32(=) |
| 2020-10-06 | 2020-10-06 | | 438(+7) | 32(=) |
| 2020-10-07 | 2020-10-07 | | 441(+3) | 32(=) |
| 2020-10-08 | 2020-10-08 | | 443(+2) | 32(=) |
| 2020-10-09 | 2020-10-09 | | 449(+6) | 32(=) |
| ⋮ | ⋮ | | 449(=) | 32(=) |
| 2020-10-12 | 2020-10-12 | | 479(+30) | 32(=) |
| 2020-10-13 | 2020-10-13 | | 483(+4) | 32(=) |
| 2020-10-14 | 2020-10-14 | | 487(+4) | 32(=) |
| 2020-10-15 | 2020-10-15 | | 490(+3) | 32(=) |
| 2020-10-16 | 2020-10-16 | | 490(=) | 32(=) |
| ⋮ | ⋮ | | 490(=) | 32(=) |
| 2020-10-19 | 2020-10-19 | | 509(+19) | 32(=) |
| 2020-10-20 | 2020-10-20 | | 516(+7) | 32(=) |
| 2020-10-21 | 2020-10-21 | | 523(+7) | 32(=) |
| 2020-10-22 | 2020-10-22 | | 526(+3) | 32(=) |
| 2020-10-23 | 2020-10-23 | | 530(+4) | 32(=) |
| ⋮ | ⋮ | | 530(=) | 32(=) |
| 2020-10-26 | 2020-10-26 | | 556(+26) | 32(=) |
| 2020-10-27 | 2020-10-27 | | 560(+4) | 32(=) |
| 2020-10-28 | 2020-10-28 | | 566(+6) | 32(=) |
| 2020-10-29 | 2020-10-29 | | 569(+3) | 32(=) |
| 2020-10-30 | 2020-10-30 | | 574(+4) | 32(=) |
| ⋮ | ⋮ | | 574(=) | 32(=) |
| 2020-11-02 | 2020-11-02 | | 591(+17) | 32(=) |
| 2020-11-03 | 2020-11-03 | | 608(+17) | 32(=) |
| 2020-11-04 | 2020-11-04 | | 620(+12) | 32(=) |
| 2020-11-05 | 2020-11-05 | | 632(+12) | 32(=) |
| 2020-11-06 | 2020-11-06 | | 643(+11) | 32(=) |
| ⋮ | ⋮ | | 643(=) | 32(=) |
| 2020-11-09 | 2020-11-09 | | 672(+29) | 32(=) |
| 2020-11-10 | 2020-11-10 | | 690(+18) | 32(=) |
| 2020-11-11 | 2020-11-11 | | 704(+14) | 32(=) |
| 2020-11-12 | 2020-11-12 | | 721(+17) | 32(=) |
| 2020-11-13 | 2020-11-13 | | 732(+11) | 32(=) |
| ⋮ | ⋮ | | 732(=) | 32(=) |
| 2020-11-16 | 2020-11-16 | | 764(+32) | 32(=) |
| 2020-11-17 | 2020-11-17 | | 775(+11) | 32(=) |
| 2020-11-18 | 2020-11-18 | | 786(+11) | 32(=) |
| 2020-11-19 | 2020-11-19 | | 797(+11) | 32(=) |
| 2020-11-20 | 2020-11-20 | | 811(+14) | 32(=) |
| ⋮ | ⋮ | | 811(=) | 32(=) |
| 2020-11-23 | 2020-11-23 | | 835(+24) | 32(=) |
| 2020-11-24 | 2020-11-24 | | 841(+6) | 32(=) |
| 2020-11-25 | 2020-11-25 | | 862(+21) | 32(=) |
| 2020-11-26 | 2020-11-26 | | 897(+35) | 32(=) |
| 2020-11-27 | 2020-11-27 | | 928(+31) | 32(=) |
| ⋮ | ⋮ | | 928(=) | 32(=) |
| 2020-11-30 | 2020-11-30 | | 1012(+84) | 32(=) |
| 2020-12-01 | 2020-12-01 | | 1054(+42) | 32(=) |
| 2020-12-02 | 2020-12-02 | | 1110(+56) | 32(=) |
| 2020-12-03 | 2020-12-03 | | 1170(+60) | 32(=) |
| 2020-12-04 | 2020-12-04 | | 1238(+68) | 32(=) |
| 2020-12-05 | 2020-12-05 | | 1261(+23) | 32(=) |
| 2020-12-06 | 2020-12-06 | | 1357(+96) | 32(=) |
| 2020-12-07 | 2020-12-07 | | 1388(+31) | 32(=) |
| 2020-12-08 | 2020-12-08 | | 1460(+72) | 32(=) |
| 2020-12-09 | 2020-12-09 | | 1497(+37) | 32(=) |
| 2020-12-10 | 2020-12-10 | | 1555(+58) | 32(=) |
| 2020-12-11 | 2020-12-11 | | 1637(+82) | 32(=) |
| 2020-12-12 | 2020-12-12 | | 1688(+51) | 32(=) |
| 2020-12-13 | 2020-12-13 | | 1779(+91) | 32(=) |
| 2020-12-14 | 2020-12-14 | | 1842(+63) | 32(=) |
| 2020-12-15 | 2020-12-15 | | 1901(+59) | 32(=) |
| 2020-12-16 | 2020-12-16 | | 2001(+100) | 32(=) |
| 2020-12-17 | 2020-12-17 | | 2098(+97) | 33(+1) |
| 2020-12-18 | 2020-12-18 | | 2234(+136) | 36(+3) |
| 2020-12-19 | 2020-12-19 | | 2256(+22) | 36(=) |
| 2020-12-20 | 2020-12-20 | | 2336(+80) | 36(=) |
| 2020-12-21 | 2020-12-21 | | 2445(+109) | 38(+2) |
| 2020-12-22 | 2020-12-22 | | 2483(+38) | 39(+1) |
| 2020-12-23 | 2020-12-23 | | 2560(+77) | 40(+1) |
| 2020-12-24 | 2020-12-24 | | 2583(+23) | 41(+1) |
| ⋮ | ⋮ | | 2583(=) | 41(=) |
| 2020-12-27 | 2020-12-27 | | 2663(+80) | 41(=) |
| 2020-12-28 | 2020-12-28 | | 2692(+29) | 41(=) |
| 2020-12-29 | 2020-12-29 | | 2707(+15) | 41(=) |
| 2020-12-30 | 2020-12-30 | | 2726(+19) | 42(+1) |
| 2020-12-31 | 2020-12-31 | | 2760(+34) | 44(+2) |
| ⋮ | ⋮ | | 2760(=) | 44(=) |
| 2021-01-03 | 2021-01-03 | | 2821(+61) | 44(=) |
| 2021-01-04 | 2021-01-04 | | 2842(+21) | 47(+3) |
| 2021-01-05 | 2021-01-05 | | 2863(+21) | 51(+4) |
| 2021-01-06 | 2021-01-06 | | 2892(+29) | 53(+2) |
| 2021-01-07 | 2021-01-07 | | 2908(+16) | 56(+3) |
| 2021-01-08 | 2021-01-08 | | 2921(+13) | 57(+1) |
| 2021-01-09 | 2021-01-09 | | 2958(+37) | 57(=) |
| 2021-01-10 | 2021-01-10 | | 2972(+14) | 57(=) |
| 2021-01-11 | 2021-01-11 | | 2993(+21) | 59(+2) |
| 2021-01-12 | 2021-01-12 | | 3003(+10) | 59(=) |
| 2021-01-13 | 2021-01-13 | | 3016(+13) | 60(+1) |
| 2021-01-14 | 2021-01-14 | | 3029(+13) | 60(=) |
| 2021-01-15 | 2021-01-15 | | 3044(+15) | 62(+2) |
| 2021-01-16 | 2021-01-16 | | 3047(+3) | 62(=) |
| 2021-01-17 | 2021-01-17 | | 3054(+7) | 62(=) |
| 2021-01-18 | 2021-01-18 | | 3061(+7) | 62(=) |
| 2021-01-19 | 2021-01-19 | | 3077(+16) | 62(=) |
| 2021-01-20 | 2021-01-20 | | 3088(+11) | 62(=) |
| 2021-01-21 | 2021-01-21 | | 3097(+9) | 62(=) |
| 2021-01-22 | 2021-01-22 | | 3104(+7) | 63(+1) |
| 2021-01-23 | 2021-01-23 | | 3116(+12) | 63(=) |

### Février - mars 2020: réponse rapide
Le 30 janvier, le gouvernement de Jersey a fait sa première annonce concernant le virus, déclarant que son groupe d'examen intergouvernemental s'était réuni ce matin-là pour discuter de la situation. Le jour suivant, le gouvernement a publié des conseils de voyage pour les insulaires revenant des régions touchées de Chine.
Le 19 février 2020, une ligne d'assistance a été mise en place pour répondre aux questions des insulaires sur le coronavirus. Il est composé de membres du personnel des Services à la clientèle et locaux, de la Santé et des Services communautaires et de santé environnementale. En date du 9 avril, elle traitait en moyenne 550 appels par jour.

Le 10 mars, le premier cas avait atteint l’île – la personne infectée était venue d’Italie. Le lendemain, un deuxième cas a été confirmé. 

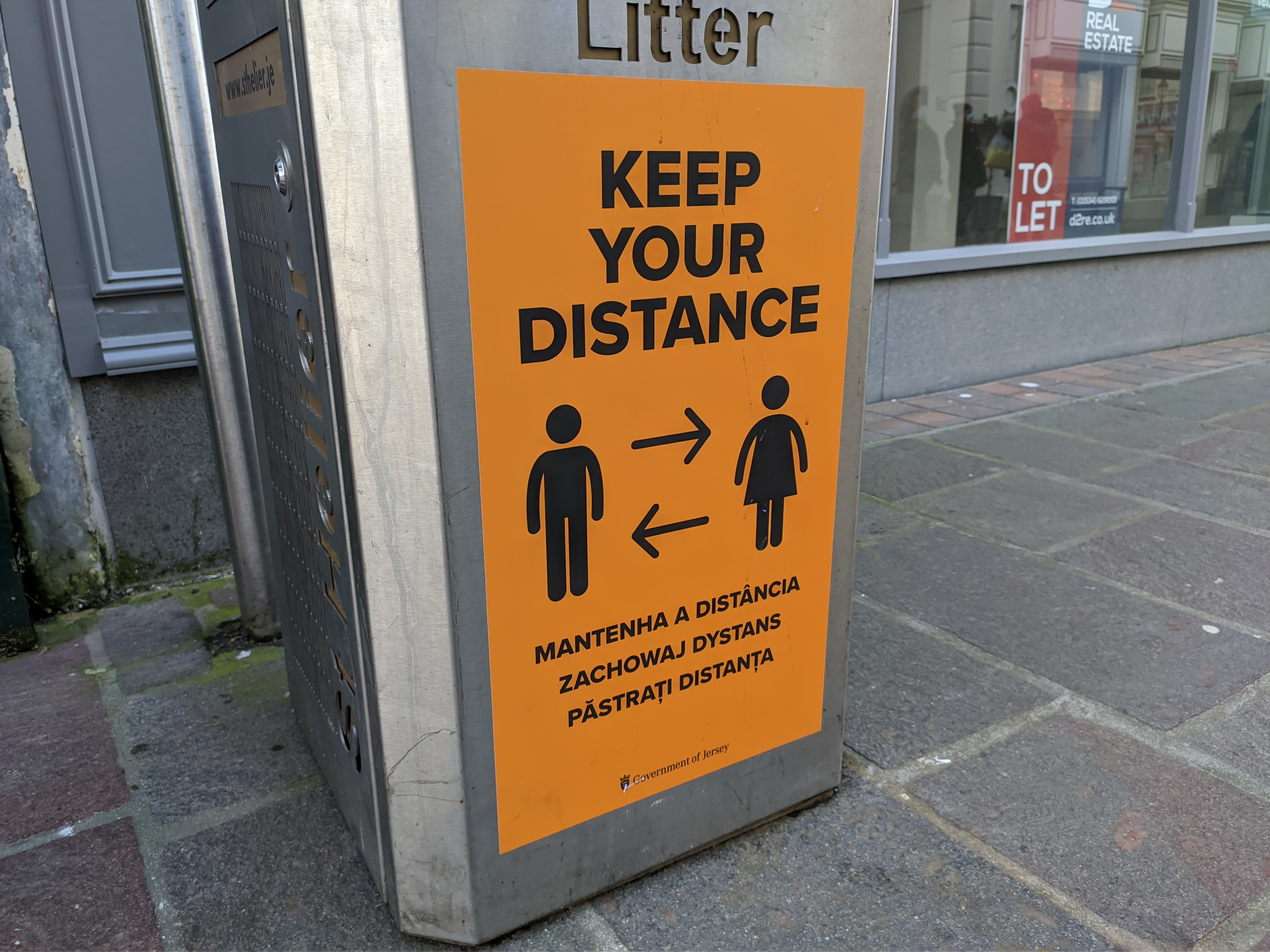
Un panneau de distanciation physique à Saint Helier en 2021

Le 12 mars, le conseil du sénateur John Le Fondré, ministre en chef de Jersey était de maintenir un semblant de vie normale, y compris de continuer à partir en vacances hors de l’île, mais le 14 mars, son conseil a changé, demandant aux plus de 65 ans de commencer la distanciation sociale, et le 20 mars il a étendu ce conseil aux insulaires de tous âges. Les insulaires devaient éviter les déplacements non essentiels,.
Le 20 mars, il y avait 10 cas confirmés à Jersey, dont deux auraient été contractés à l’intérieur de l’île plutôt qu’à l’arrivée,. À compter du 20 mars, tous les voyageurs qui arrivaient sur l’île, à l’exception des travailleurs essentiels, devaient s'isoler pendant 14 jours. À partir de minuit le 26 mars, les personnes âgées de plus de 65 ans et les personnes souffrant de certaines affections sous-jacentes ont dû s’isoler. Les insulaires ont été informés que si une ou plusieurs personnes d'un ménage développaient des symptômes de Covid-19, tous les autres membres du ménage devaient également s'isoler pendant 14 jours.
Le 26 mars, le ministre en chef a appelé les jeunes à tenir compte des conseils de distanciation sociale pour le bien des membres de leur famille et a déploré la propagation de rumeurs inutiles par des théories du complot sur les réseaux sociaux.

### Mars - Avril 2020: Première vague et confinement
Le 30 mars, dix patients atteints de la COVID-19 ont été traités à l’hôpital. Dans la soirée du 29 mars, le Chef de la Ministre a annoncé un confinement, à compter de 8 heures le lendemain matin. Les insulaires devaient rester à la maison pendant au plus deux heures à des fins précises, à moins qu’ils ne soient employés à une fonction essentielle. Les raisons d'être à l'extérieur de la maison comprenaient : faire les courses pour les nécessités de base (aussi rarement que possible), faire de l'exercice quotidiennement à distance sociale et pour tout besoin médical. Les insulaires étaient autorisés à se rendre dans n'importe quelle partie de l'île pour prendre l'air et faire des achats essentiels (mais le temps de trajet était inclus dans la limite de 2 heures). Les gens ont été encouragés à profiter des grands espaces ouverts tels que les plages et la campagne.
L’Assemblée des États a adopté une nouvelle législation, y compris une loi pour habiliter la police à expulser les personnes des zones publiques, à appliquer l’auto-isolement, les tests et le dépistage, et à détenir les personnes potentiellement infectées. Le 3 avril, une décision ministérielle a été signée pour maintenir les écoles fermées au moins jusqu’au 1 mai, à l’exception des enfants des travailleurs essentiels et de certains enfants vulnérables.
Le 6 avril, le nombre de cas confirmés s’élevait à 169. 19 patients de l’hôpital étaient traités pour la Covid-19. Des données plus détaillées ont commencé à être rapportées et le 15 avril, Charlie Parker, directeur général du gouvernement de Jersey, a déclaré que 21 patients atteints de la Covid-19 étaient traités au Jersey General Hospital et huit autres patients dans d'autres établissements hospitaliers.
Le 20 avril, le gouvernement avait commencé à déclarer le nombre de patients rétablis : 118 cas, soit près de 50 % des cas confirmés, étaient maintenant classés comme rétablis. À l’hôpital, il y avait 63 patients, dont 14 étaient atteints de la Covid-19. Le ministre en chef a dit que le dépistage des anticorps serait la clé de la fin du confinement avec l’arrivée de 10 000 kits à Jersey à la mi-avril, qui étaient en train d’être testées, et 150 000 autres sur commande d’un autre fournisseur. Le 24 avril, le confinement initial a été prolongé, au moins jusqu’au 11 mai.
Les discussions informelles du gouvernement sur un plan pour lever les restrictions ont commencé à la mi-avril avec l’intention d’entamer des discussions formelles d’ici la fin du mois.

### Avril - Septembre 2020: Cadre de sortie sécuritaire
La sortie de Jersey du confinement a été gérée par le "Safe exit framework" du gouvernement de Jersey. Le cadre était composé de quatre niveaux :
|                          | Niveau 4                                                    | Niveau 3                                                        | Niveau 2                                               | Niveau 1                                               |
| ------------------------ | ----------------------------------------------------------- | --------------------------------------------------------------- | ------------------------------------------------------ | ------------------------------------------------------ |
| Santé publique           | distance de 2 mètres                                        | distance de 2 mètres                                            | distance de 1 mètre                                    | distance de 1 mètre                                    |
| Restriction de mouvement | Restez à la maison Délai de 2 à 4 heures                    | Restez à la maison dans la mesure du possible délai de 6 heures | Pas de limite de temps pour ne pas être à la maison    | Pas de restrictions                                    |
| Rassemblements           | A partir du 2 mai : jusqu'à 2 personnes à l'extérieur       | Jusqu'à 5 personnes (par jour)                                  | Limité à 20 personnes                                  | La limite peut être augmentée                          |
| Éducation                | Écoles fermées                                              | Ouvert le 8 juin                                                | Ouvert le 8 juin                                       | Ouvert le 8 juin                                       |
| Voyage hors de l'île     | Voyage essentiel uniquement 14 jours d'isolement à l'entrée | Voyage essentiel uniquement 14 jours d'isolement à l'entrée     | Nouvelle politique frontalière établie                 | Nouvelle politique frontalière établie                 |
| Businesses               | Travaux non essentiels autorisés jusqu'à 2 personnes        | Travaux non essentiels autorisés jusqu'à 2 personnes            | Travaux non essentiels autorisés jusqu'à 2 personnes   | Les travaux peuvent reprendre normalement              |
| Businesses               | Commerce de détail essentiel uniquement Hospitalité fermée  | Certains commerces sont ouverts Prestation extérieure           | Tous les commerces de détail et d'accueil sont ouverts | Tous les commerces de détail et d'accueil sont ouverts |
| Loisirs                  | Fermé                                                       | Fermé                                                           | La plupart peuvent ouvrir                              | La plupart peuvent ouvrir                              |

À partir du 11 mai, il y a eu un assouplissement progressif des règles de «stay at home» - l'île est passée au « niveau 3 » qui permettait aux gens de quitter leur domicile jusqu'à six heures par jour et de rencontrer jusqu'à cinq personnes par jour de autres ménages. Au départ, la distance physique de deux mètres continuait d'être exigée à l'extérieur du domicile et les personnes extrêmement vulnérables devaient continuer à s'isoler. Les restaurants et les cafés étaient autorisés à servir de la nourriture dans des zones assises extérieures, et de grandes entreprises non essentielles pouvaient fonctionner, toutes soumises à une distanciation sociale. Une semaine plus tard, tous les locaux commerciaux ont été autorisés à ouvrir, à condition qu'ils maintiennent une distance physique de deux mètres.
À partir du 29 mai, les restrictions sur le temps passé à l'extérieur ont été levées et les gens ont été autorisés à entrer dans les maisons d'autres personnes à condition que pas plus de cinq autres personnes entrent dans la maison. Les gens étaient tenus de continuer à maintenir une distance physique de deux mètres lorsqu'ils étaient à l'extérieur de leur foyer. Des amendes pouvant aller jusqu'à 1 000 £ pourraient être imposées pour les rassemblements illégaux.
A partir du 8 juin, les dentistes ont été autorisés à effectuer des procédures de routine et d’urgence, les crèches ont pu ouvrir et les écoles ont pu commencer à accepter des groupes d’année. Le 26 juin, l’exigence de distanciation sociale a été réduite de moitié à un mètre et, à partir du 1 juillet, les pubs ont été autorisés à servir de l’alcool sans repas aux clients assis. Le 30 juin, il n’y avait pas de cas actifs connus et plus de 15000 tests avaient été effectués au total. Le 7 juillet, l’hôpital a commencé à permettre aux adultes de rendre visite aux patients, mais avec le nombre, le temps et les conditions de sécurité.

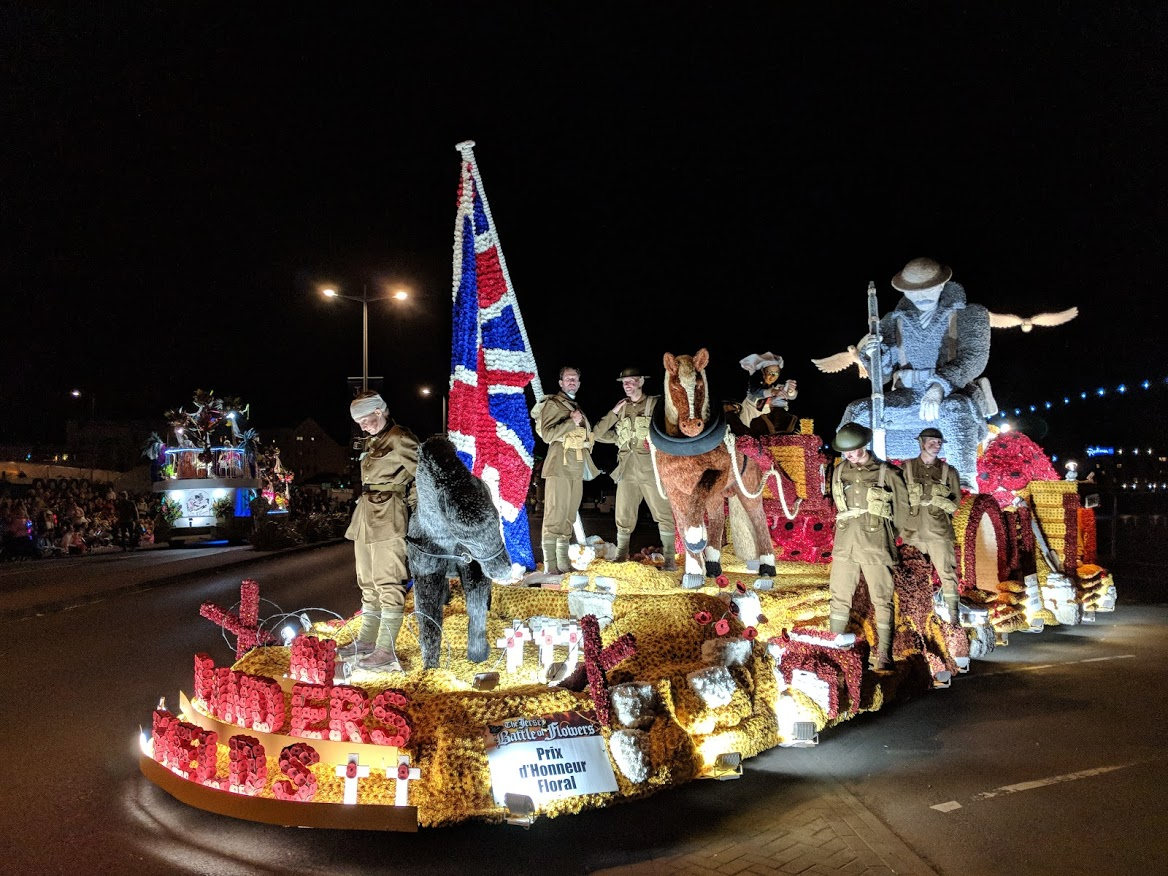
Malgré le faible nombre de cas, l'événement Battle of Flowers n'a pas pu se dérouler sous les restrictions de niveau 1.

Le 8 août, Jersey est passé au niveau 1, avec un assouplissement des règles. L’objectif était de vivre en toute sécurité avec le virus, en promouvant une hygiène PLUS SÛRE/à distance/en petits groupes/à l’extérieur/quand vous pouvez être contacté.
Au début de la session de septembre, les écoles ont ouvert à tous les enfants, avec des règles de distanciation sociale spécifiques et des heures de début décalées.
Entre le 1 juillet et le 5 octobre, une ventilation des sources montre que deux d’entre elles ont été identifiées alors qu’elles cherchaient à obtenir des soins de santé, 83 étaient des voyageurs entrants, trois étaient des personnes soumises à un contrôle des admissions, quatre étaient des personnes devant subir un contrôle des effectifs et 20 étaient des personnes ayant suivi un contact.

### Octobre 2020 - Janvier 2021: deuxième vague et coupe-circuit
Le nombre de nouveaux cas par semaine a commencé à augmenter régulièrement depuis la fin septembre. En novembre, le gouvernement a annoncé la nouvelle « Stratégie d’hiver contre la Covid-19 » afin de se préparer à l’hiver et d’éviter un deuxième confinement. Le plan comprenait huit actions principales :
1. Augmentation des tests sur l'île
2. Mise à jour continue des classifications de voyage
3. Introduction de politiques de masques pour les espaces publics intérieurs
4. Adopter des programmes de protection pour garder les personnes à haut risque en sécurité mais connectées
5. Vaccination contre la grippe et, si possible, contre la Covid-19
6. S'assurer que l'ensemble du gouvernement est prêt, en particulier pour soutenir les soins, la santé et les interventions économiques
7. Être prêt à transmettre la situation à un niveau supérieur au besoin, mais en appliquant le principe du préjudice le moins grave
8. Communication sur le comportement raisonnable, appuyée par l’application de la loi

Après une flambée de nouveaux cas, le 30 novembre, le ministre en chef a annoncé que les face masks seraient obligatoires dans les magasins, les supermarchés, les banques, les bus et les taxis, dans les établissements de santé, chez les coiffeurs et les esthéticiennes et a encouragé le remote work dans la mesure du possible . Les personnes de plus de 70 ans doivent éviter tout contact à l'intérieur avec des personnes extérieures à leur foyer.
Les restrictions ont été augmentées trois jours plus tard, avec tous les pubs, bars, restaurants, gymnases et cours de fitness dans les 24 heures, une distance sociale de deux mètres est également rétablie avec l'espoir que ces restrictions se poursuivront jusqu'après le Nouvel An.
À la mi-décembre, le nombre de cas actifs était passé à 700, et les foyers de soins fermaient leurs portes aux visiteurs pour tenter d’empêcher que de nouveaux cas se produisent à mesure que la vaccination des résidents des foyers de soins commençait. Le 17 décembre, il a été annoncé qu’un résident d’un foyer de soins était décédé de la Covid-19.
Au 31 décembre 2020, 2 760 cas avaient été identifiés dont 556 étaient actifs et il y avait eu 44 décès.

### Janvier - Août 2021: Reconnexion
Le 7 janvier 2021, le ministre en chef a annoncé le `` processus de reconnexion , la stratégie de sortie de l'île de sa deuxième période de restrictions. L'étape 1 du 11 janvier a vu le retour complet des écoles de l'île. D'autres mesures resteraient en place jusqu'au 25 janvier au moins, les ministres annonçant une nouvelle levée des restrictions le 21 janvier.
Le 24 janvier 2021, le ministre de la Santé a annoncé que l’île passerait à l’étape 2 de la stratégie de reconnexion à partir du 27 janvier et que les entreprises seraient en contact étroit à partir du 3 février. On a également annoncé que les insulaires n’auraient plus besoin d’une note de référence pour un massage ou un traitement d’acupuncture à leur réouverture. Le 26 janvier, le ministre de la Santé Richard Renouf a annoncé que le passage à l’étape 2 serait retardé jusqu’au 3 février (et les entreprises en contact étroit jusqu’au 10 février) en raison d’un groupe d’infections liées au personnel travaillant dans la chaîne d’approvisionnement de l’industrie du détail. Le commerce de détail non essentiel a rouvert ses portes le 3 février (neuf jours plus tard que prévu) et les entreprises en contact étroit ont pu reprendre leurs activités le 10 février. Le 3 février, il a été signalé que le centre-ville était occupé, en particulier King Street. Un système consultatif à sens unique « Keep Left » a été mis en place dans la rue principale de St Helier pour aider à maintenir la distance physique.
Le 17 février 2021, le Ministre en chef a annoncé que d’autres assouplissements des restrictions auraient lieu le 22 février, l’île passant à l’étape 3 de la feuille de route de reconnexion. La troisième étape a permis la réouverture des lieux d’accueil, la reprise de tous les sports de plein air et l’ouverture des attractions touristiques. La distanciation de deux mètres doit être maintenue et les restaurants et les cafés doivent suivre des directives strictes sur le port du masque et les limites de table. L’alcool ne peut être servi qu’avec un repas substantiel, qui est soit un plat principal ou deux entrées - et non avec des collations légères.
Le stade 4 aurait vu des pubs et des gymnases, la piscines étant autorisée à rouvrir à partir du 10 mars (au plus tôt). Les gens pourront se rencontrer à l'intérieur.
Le 5 mars 2021, la sous-ministre en chef, la sénatrice Lyndon Farnham, a établi le processus de reconnexion pour éliminer toutes les restrictions liées à la COVID-19 à Jersey. Chaque étape durera au moins quatre semaines, soit plus que les trois semaines précédentes,.
Une annonce sur les restrictions de voyage sera faite la semaine suivante.
| Stage   | Premier passage au niveau suivant | Détails |
| ------- | --------------------------------- | --- |
| Étape 4 | 15 Mars (fait)                    | Les rassemblements intérieurs jusqu'à 10 personnes peuvent reprendre Les gymnases peuvent rouvrir |
| Étape 5 | 12 Avril (fait)                   | Travail à distance Fin partielle de la recommandation Rassemblements extérieurs (jusqu'à 20 personnes) Service à table boissons uniquement.                                                                      |
| Étape 6 | 10 Mai                            | Guidage de distanciation physique de 1 mètre Travail à distance Retrait des directives Tous les rassemblements jusqu’à 20 personnes Mariages/réveils jusqu'à 40 personnes Consommation d'alcool debout autorisée |
| Étape 7 | 14 Juin                           | La distanciation physique prendra fin. Les discothèques/musique live/théâtres peuvent rouvrir Les grands événements peuvent rouvrir Examen complet des directives Covid-19                                       |

Le 15 mars, Jersey est passé à l'étape 4 de la reconnexion. Les événements sportifs en salle et les sites sont autorisés à rouvrir. Le mélange à l'intérieur jusqu'à 10 personnes a de nouveau été autorisé sous surveillance un jour plus tôt pour la Fête des Mères.
Le 19 mars, le gouvernement a annoncé la stratégie de reconnexion pour les voyages. L’île reviendra aux classifications régionales dans le cadre vert/ambre/rouge à partir du 26 avril. À partir du 17 mai, tous les pays passeront des classifications entièrement rouges aux classifications régionales, à l'exception de ceux figurant sur la "liste rouge" britannique des pays interdits de voyage
Le 30 mars, la voie de reconnexion a été mise à jour pour refléter les chiffres en minuscules. À partir du 2 avril, le Vendredi saint, le service de boissons à table uniquement sera autorisé. À partir du 12 avril, l'île est passée à l'étape 5 et la loi distanciation sociale et les conseils sur le travail à distance ont pris fin. La taille des rassemblements sera augmentée dans les cadres formels, comme dans les théâtres et les réceptions de mariage. L'étape 6 sera modifiée afin que la consommation d'alcool debout puisse reprendre et l'étape 7 se poursuivra comme déjà prévu.
En date du 20 juin 2021, le passage à l’étape 7 avait été retardé. Elle a d’abord été reportée d’une semaine au 21 juin, mais en raison d’un certain nombre de cas entrants de variant Delta, elle a de nouveau été reportée au 5 juillet. Le 13 juillet 2021, la phase de reconnexion n’avait toujours pas eu lieu, ayant été reportée au 15 juillet. Toutefois, la « Journée de la liberté » a de nouveau été reportée indéfiniment en raison d’une forte hausse des cas de Covid-19.
Le 21 juillet 2021, le gouvernement a rétabli le port obligatoire du masque a l'intérieur, exigeant que tous les habitants de l’île portent un masque dans les magasins, les restaurants et les autres installations intérieures. Le 30 juillet 2021, le gouvernement a réduit la période d'isolement obligatoire pour les personnes atteintes de la Covid et celles qui arrivent à la frontière de 14 jours à 10 jours.
Le 26 août 2021, l’île est passée à l’étape 7 de la stratégie de reconnexion. Toutes les restrictions légales liées à la Covid-19 ont été supprimées, à l’exception d’un mandat de port de masque dans les transports en commun et aux ports de Jersey.

### Vivre avec le Covid
Le 30 novembre 2021, à la suite de mouvements similaires au Royaume-Uni en réponse à la variante Omicron, il a été annoncé que tous les voyageurs sur l'île qui avaient été en dehors de la zone de voyage commune au cours des dix derniers jours seraient tenus de passer un test PCR, à l'arrivée.
Le 30 décembre 2021, le ministre de la Santé a réduit la période d'isolement à 7 jours pour les cas positifs, à condition que deux tests LFT négatifs aient été effectués les jours 6 et 7. Cela faisait suite à une réduction similaire prise en Angleterre.
Le 4 janvier 2022, en réponse à la variante Omicron, les masques ont été rendus à nouveau obligatoires en intérieur. L'orientation du travail à domicile a été temporairement réintroduite. L'exigence d'être classé comme entièrement vacciné a été portée à deux vaccinations et une vaccination de rappel, bien que ces personnes entièrement vaccinées n'aient pas besoin de faire un test si elles arrivaient à Jersey depuis l'extérieur de la zone de voyage commune.

## Décès

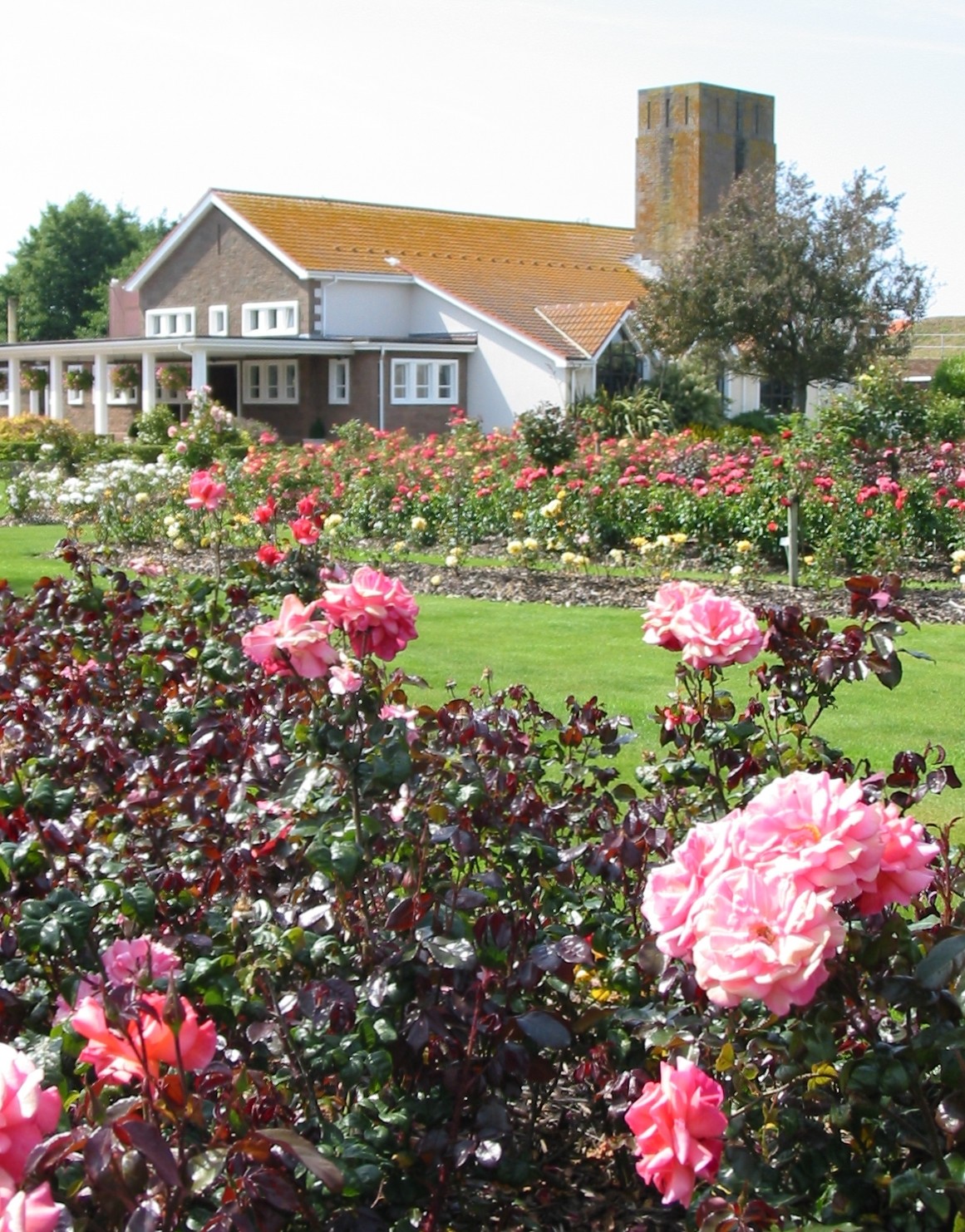
Le crématorium de Jersey

Le premier décès lié à la Covid-19 est survenu le 25 mars. La personne était âgée de 80 ans, avait des problèmes de santé à long terme et recevait des soins palliatifs avant de contracter la Covid-19. Le 29 mars, une deuxième personne est décédée. Elle était septuagénaire et avait des problèmes de santé à long terme avant de contracter le virus. Le 4 avril, un troisième décès a été annoncé – un patient dans la soixantaine qui avait des problèmes de santé sous-jacents.
Le 14 avril, le nombre de personnes décédées sous les soins de Santé et services communautaires ou dans la communauté où le certificat de décès mentionne la Covid-19 est passé à six.
Le 27 avril, le Ministre en chef a révélé que neuf de ceux qui étaient morts l’avaient fait au General Hospital, deux au St Saviour's Hospital (un établissement où la maladie mentale est traitée), sept dans des foyers de soins et l’autre à domicile. La plupart étaient âgés de 70, 80 ou 90 ans.
Le 12 mai, le nombre de décès s’élevait à 26, dont 13 à l’hôpital et 13 dans la communauté, dont 12 dans des foyers de soins. Trois avaient entre 50 et 70 ans et sept avaient plus de 90 ans. 38 % étaient des femmes, 62 % étaient des hommes.
Au cours de la période du 1er janvier au 7 juin 2020, le nombre de décès enregistrés toutes causes confondues était de 303, ce qui était inférieur à celui de la même période des années 2018 (389) et 2019 (344). Cette tendance s'est poursuivie en octobre.

## Aperçu de la réponse

### Stratégie
Jersey est une dépendance de la couronne. La réponse de Jersey a été entièrement indépendante de celle du Royaume-Uni, mais la réponse de l'île au virus a parfois été similaire à celle du Royaume-Uni.
La réponse de Jersey est dirigée par le gouvernement de Jersey et supervisée par le ministre en chef, le sénateur John Le Fondré, le vice-ministre de la Santé, Richard Renouf, et le médecin-hygiéniste en chef adjoint, le Dr Ivan Muscat. La stratégie COVID-19 de Jersey a été de "retarder, contenir et protéger" le virus. La stratégie actuelle est la "Stratégie Hiver Covid-19.
La stratégie a été critiquée par certains avec des comparaisons avec la réponse voisine de Guernesey. Guernesey a poursuivi une stratégie d’élimination et a eu moins de restrictions que Jersey depuis l’été, mais a eu beaucoup plus de restrictions frontalières. Pour cette raison, Guernesey a eu moins de cas et de décès et n’a pas connu la grande deuxième vague de Jersey. Le directeur de Jersey Business a déclaré qu’il n’était pas utile de faire des comparaisons entre les îles puisqu’elles ont des économies différentes.

### Test

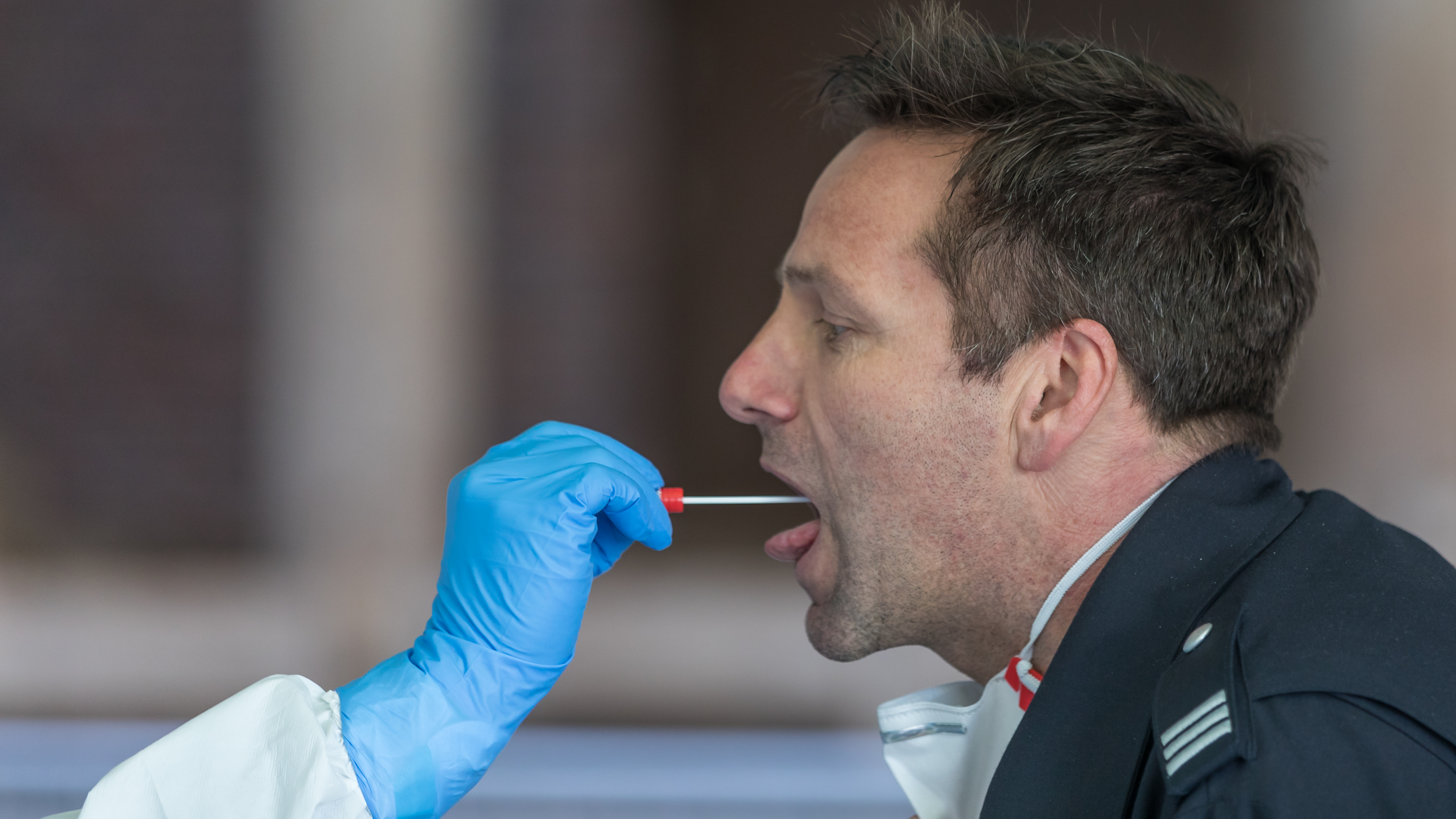
Des échantillonnages ont été utilisés à Jersey pour détecter des cas sur l’île et lors de voyages à l’arrivée.

Les premiers tests ont été envoyés à Colindale à Londres pour traitement, avec des résultats entre 48 heures et cinq jours. En mars, des dispositions ont été prises pour établir une installation d’essai sur l’île, et on s’attendait à ce qu’elle soit prête dès la fin d’avril 2020. Cinq mille trousses de test ont été commandées.
Le 15 mars, un centre d’essais a été ouvert à Five Oaks.
Le 2 avril, le gouvernement a annoncé que les 5 000 tests de Covid-19 Réaction en chaîne par polymérase (PCR) qu’il avait commandés étaient fournis par Cepheid Inc en Californie et deux autres entreprises. 150 000 test sérologique ont été commandés auprès d’un fournisseur du Royaume-Uni. Les tests sérologiques permettraient d’identifier les anticorps chez les personnes qui ont développé une immunité. Ils devaient arriver par lots et le premier lot devait arriver en avril. Ils avaient l'intention de tester tous les ménages afin de permettre une « sortie gérée progressive des restrictions de séjour à domicile ». Les insulaires seront invités à se rendre dans les centres d’essais mobiles autour de l’île.
Les tests sur l'île ont commencé le 8 avril, avec l'intention que le personnel du laboratoire travaille 24 heures sur 24, sept jours sur sept pour pouvoir traiter les résultats le jour même. Le directeur de pathologie a déclaré "Environ 20 scientifiques biomédicaux et le personnel de soutien de laboratoire ont été formés pour effectuer les tests." Initialement, le laboratoire traitait 75 tests par jour, passant à 120 par jour à partir du 15 avril.
À la mi-avril, 50 000 kits de détection d'anticorps Healgen ont été donnés par Gary Hopkinson et Alex Shnaider aux résidents de Jersey.
Au 10 mai, les résultats des tests d’anticorps indiquaient que seule une faible proportion de la population était infectée à ce jour. Les indications préliminaires étaient de 3,1 % 1,3 % d’infection (degré de confiance de 95 %) chez un échantillon de 855 personnes.
Le 26 mai, le gouvernement a commencé à offrir des tests sanguins gratuits de 15 minutes à tous ceux qui avaient travaillé loin de chez eux, afin de détecter la présence d’anticorps.
Les résultats d’un deuxième rapport de dépistage des anticorps dans les États de Jersey ont indiqué qu’environ 4,2 % de la population avait contracté la COVID-19 en se fondant sur plus de 1 000 tests aléatoires, 62 % des résultats positifs indiquant qu’ils n’avaient remarqué aucun symptôme. Selon un rapport d’Orchid Care Services, 1 146 tests ont révélé que 11 % des personnes ayant subi le test avaient des anticorps anti-COVID-19 dans le sang.
L’équipement de dépistage sur l’île n’était utilisé que lorsqu’un résultat est nécessaire de toute urgence, par exemple lorsqu’un patient est admis à l’hôpital ou renvoyé dans un foyer de soins. Des tests moins urgents ont été envoyés par avion à un laboratoire privé à l'Université de Warwick Science Park à Coventry, avec des résultats normalement reçus en 24 heures. A cause d'une pénurie mondiale de filtres utilisés dans les machines réalisant les tests.
En août, l’hôpital a annoncé qu’il mettrait sur pied un laboratoire autonome capable de tester de 1 000 à 1 500 personnes par jour. Ce serait important dans le cadre de la préparation d’une deuxième vague. Le nouvel équipement, qui coûta environ 3 millions de livres sterling, arriva sur l’île le 13 août pour devenir opérationnel en septembre. Objectif : réduire le temps d’attente pour recevoir les résultats des tests à environ 12 heures, le laboratoire d’essais installé près de l’aéroport a commencé les essais de traitement à la mi-septembre. Il a une capacité maximale de 2 000 tests par jour.
En décembre, les tests effectués ont dépassé les 200 000. Au 27 août 2021, un total de 660 633 tests avaient été effectués depuis 2021, dont 650 660 étaient négatifs.

#### Essais commerciaux
Un fournisseur de soins de santé à Jersey, Orchid Care Services, a annoncé qu'il fournirait sur place des tests rapides COVID-19 IgG/IgM fournis par la société californienne CTK Biotech, qui ont été approuvés par le gouvernement australien et ont été utilisés pour tester leurs propres employés. Le gouvernement a conseillé une extrême prudence dans leur utilisation et il est peu probable qu'il accepte les données obtenues à partir de leur utilisation. L’installation a ouvert ses portes le vendredi 15 mai. L’entreprise a dit qu’elle continuerait de fournir un service de test aux entreprises qui veulent contrôler leur personnel.
Une loi réglementant les installations d’essais privées est entrée en vigueur le 15 juillet 2020,.
En août, un cabinet médical a commencé à offrir une installation d'écouvillonnage COVID-19 aux insulaires qui ont besoin d'une preuve de résultat de test afin de réaliser leurs projets de voyage.

### Suivi des contacts

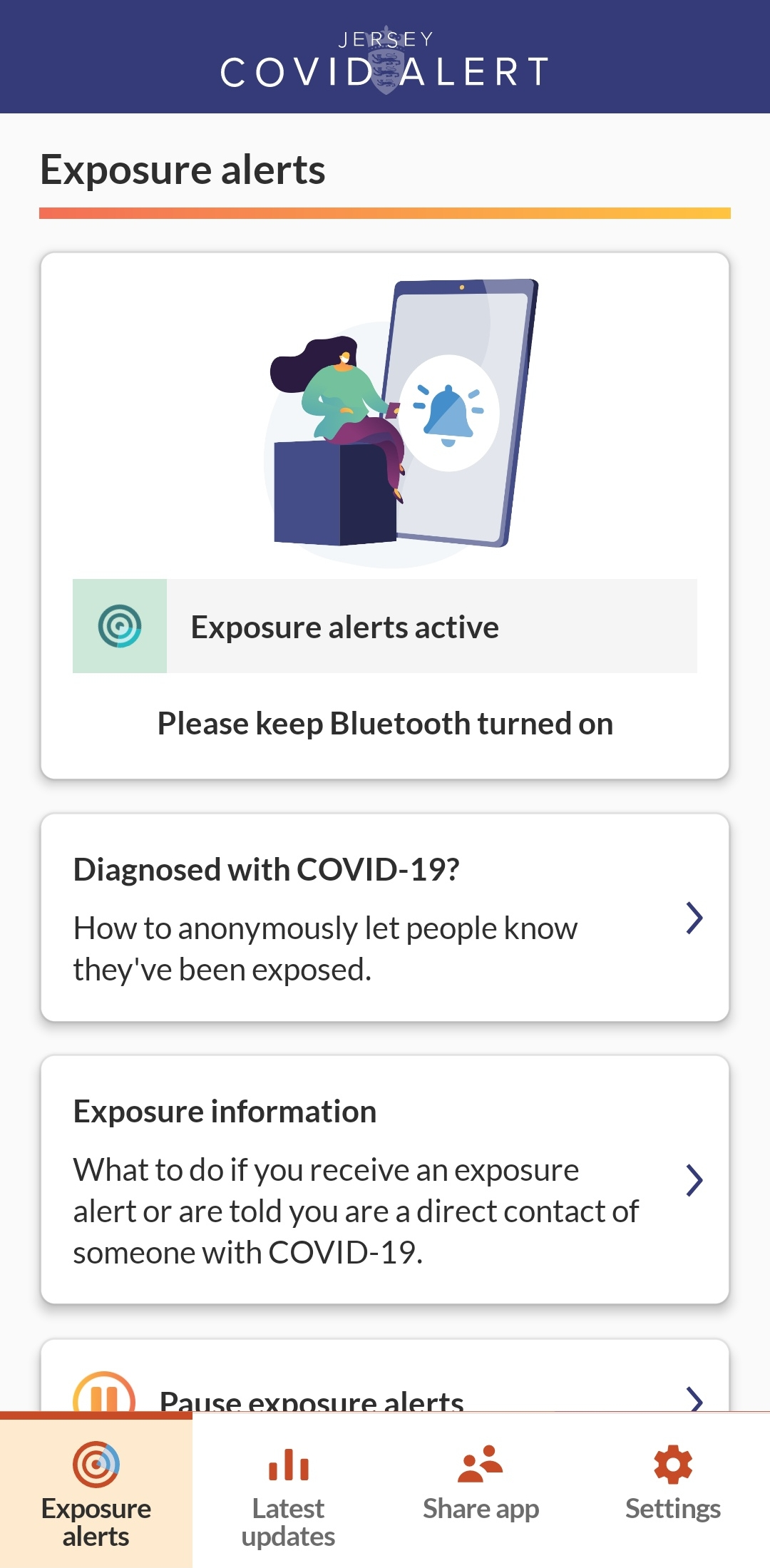
Application Jersey Covid Alert

Le gouvernement a mis en place une stratégie de recherche des contacts, qui vise à repérer les personnes qui ont été récemment en contact avec une personne dont le test de dépistage de la COVID-19 est positif. L’équipe de vérification des contacts aide la personne à identifier les personnes avec qui elle a été en contact à moins de deux mètres de plus de 15 minutes ou qui ont été en contact physique direct sans porter d’équipement de protection.
Les entreprises comme les salons de coiffure, les restaurants et les bars sont tenues de recueillir les coordonnées des clients afin de permettre la recherche des contacts si un client est plus tard testé positif.
Le 14 octobre, une application de smartphone appelée "Jersey Covid Alert" a été lancée. Il a été développé par NearForm pour un coût de 240 000 £ et était basé sur le même système utilisé en Irlande, en Écosse, à New York et au New Jersey. Il est basé sur la technologie Exposure Notification technologie développée par Apple et Google. L’application ne suit pas l’emplacement de l’utilisateur et est décentralisée, sans aucune information personnelle détenue autre que sur le smartphone de l'utilisateur. Trois semaines après son lancement, l'application avait été téléchargée plus de 38 000 fois.
Lors d’une conférence de presse le 30 novembre, le ministre principal a annoncé que l’équipe de recherche des contacts allait passer de 55 employés à au moins 89.

### Réponse économique

#### Soutien financier
Le 12 mars 2020, le ministre du Développement économique a annoncé le report des paiements de sécurité sociale et de TPS et du loyer des entreprises dont le gouvernement était le propriétaire. Le 20 mars, il a annoncé que le gouvernement verserait une subvention pouvant atteindre 200 £ par semaine aux travailleurs des secteurs de l’hôtellerie, du commerce de détail, du commerce de gros, de l’agriculture et de la pêche jusqu’à la fin avril. Le 26 mars, il a annoncé un train de mesures de soutien amélioré de la phase 2, utilisant la réserve stratégique de l’île – le soi-disant fonds des jours difficiles – pour payer jusqu’à 80 % des salaires du personnel affecté dans certaines industries, plafonnés à 1 600 £ par mois.
Le système de cofinancement de la paie a été prolongé le 1 juin jusqu’à la fin août 2020. La phase 1 a couvert le mois de mars et a coûté environ 2 millions de livres sterling, et la phase 2, environ 20 millions de livres sterling.
En octobre 2020, le Conseil des ministres a décidé de présenter un nouveau programme de soutien financier, mais il a été annulé par le ministère du Trésor, car il ne s’agissait pas d’une « bonne utilisation des fonds publics ». Le sénateur Lyndon Farnham a pris un arrêté ministériel pour assumer la responsabilité de l’affectation des fonds.
Le soutien a été annoncé le 5 janvier 2021, les conditions des nouvelles mesures ont été annoncées pour les entreprises enregistrées à la TPS qui avaient un chiffre d'affaires minimum de 300 000 £ et qui ont subi un préjudice d'au moins 50 % de celui-ci...
Le 21 janvier 2021, le ministre de l'Économie, le sénateur Lyndon Farnham a annoncé un certain nombre de mesures de soutien aux entreprises pendant le disjoncteur. 12 millions de livres sterling supplémentaires sur les subventions salariales améliorées, 9,5 millions de livres sterling pour le soutien des coûts fixes pour tous (pas seulement les hôtels) et le report de la TPS et de la sécurité sociale pour le premier trimestre (janvier à avril).

#### Reprise économique
Le 10 juillet, un certain nombre de mesures ont été annoncées, dont des paiements directs aux ménages à faible revenu, chaque adulte et enfant de Jersey recevrait 100 £ en bons à dépenser localement et à aider à l’emploi une réduction des cotisations de sécurité sociale et un programme de dépenses fiscales pour aider les entreprises locales.
Le Plan du gouvernement pour 2020 a annoncé un certain nombre de mesures d’efficience totalisant 120 millions de livres sterling. Un montant supplémentaire de 386 millions de £ de dette peut être retiré et 235 millions de £ seront détournés du Fonds de sécurité sociale.

### Santé

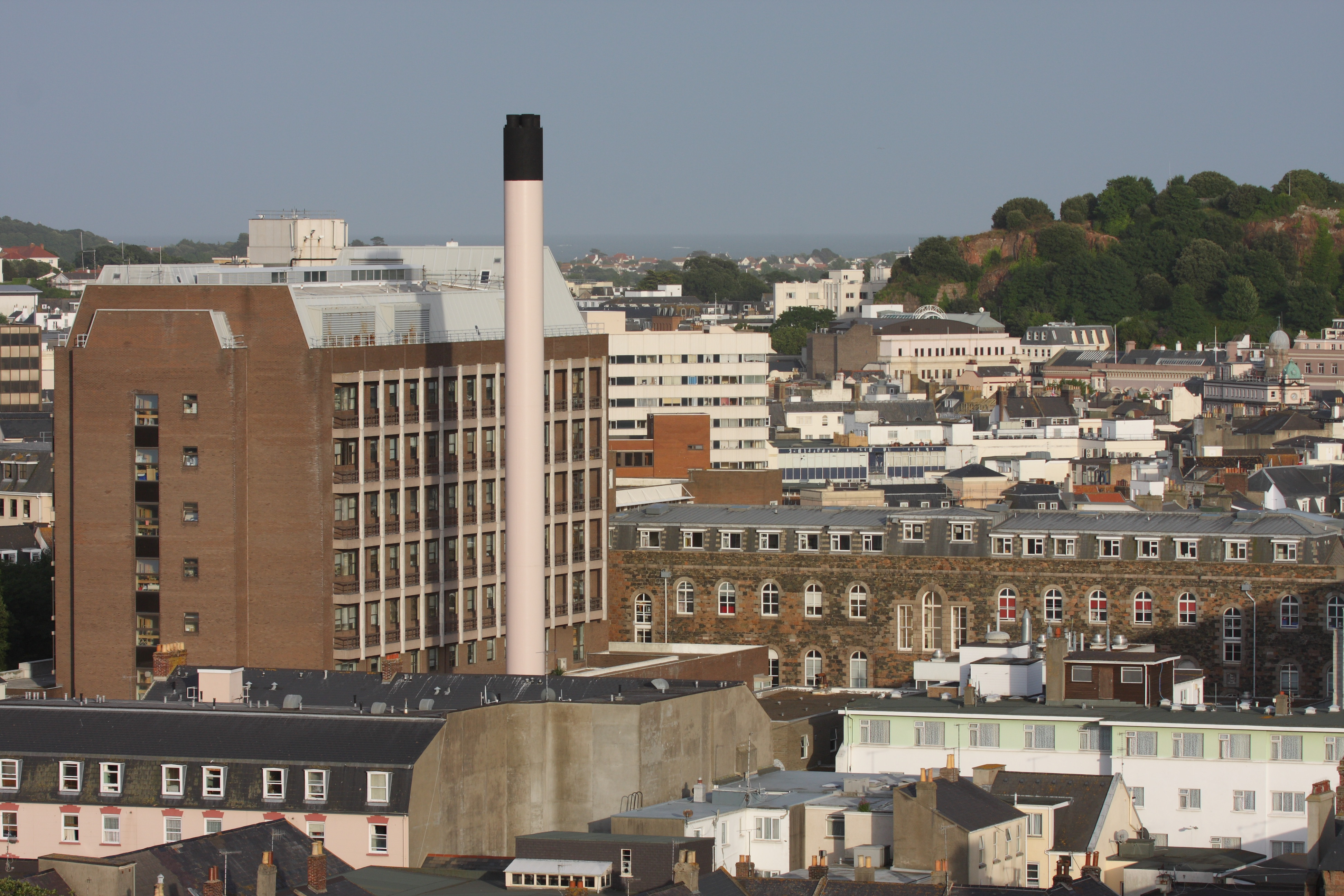
Jersey's General Hospital

Jersey a son propre service de santé, distinct du NHS. Son service de santé et de services communautaires a élaboré sa propre réponse au virus, ayant prévu une éventuelle pandémie depuis au moins 2009,.
Le 19 mars, le ministre de la Santé et des Services communautaires a annoncé que le General Hospital serait fermé aux visiteurs.
Le 20 mars, le gouvernement a annoncé que les opérations non essentielles et les rendez-vous de patients externes seraient annulés pour une période de quatre semaines.
Le 30 mars, le Ministre en chef a déclaré que dix patients étaient soignés au General Hospital, et que l’île avait 27 ventilateurs. L'île ne possède pas sa propre machine d'Oxygénation par membrane extracorporelle (ECMO) – les patients qui en ont besoin seraient normalement transférés au Southampton General Hospital.
Le 8 avril, 17 résidents d’une maison de soins étaient traités pour le virus.
Des hélicoptères militaires basés à RNAS Culdrose en Cornouailles sont en attente pour transporter des patients gravement malades de Jersey vers des établissements de soins intensifs dans des hôpitaux du Royaume-Uni si nécessaire. Ils peuvent également être utilisés pour transporter des médicaments, du matériel et des médecins spécialistes.
Le médecin-hygiéniste adjoint, le Dr Ivan Muscat, a joué un rôle de premier plan en dirigeant la réponse sanitaire à la pandémie. Lui et le directeur médical Patrick Armstrong ont été nommés MBE à l' occasion de l'anniversaire de la Reine en 2020.

#### Nightingale hospital

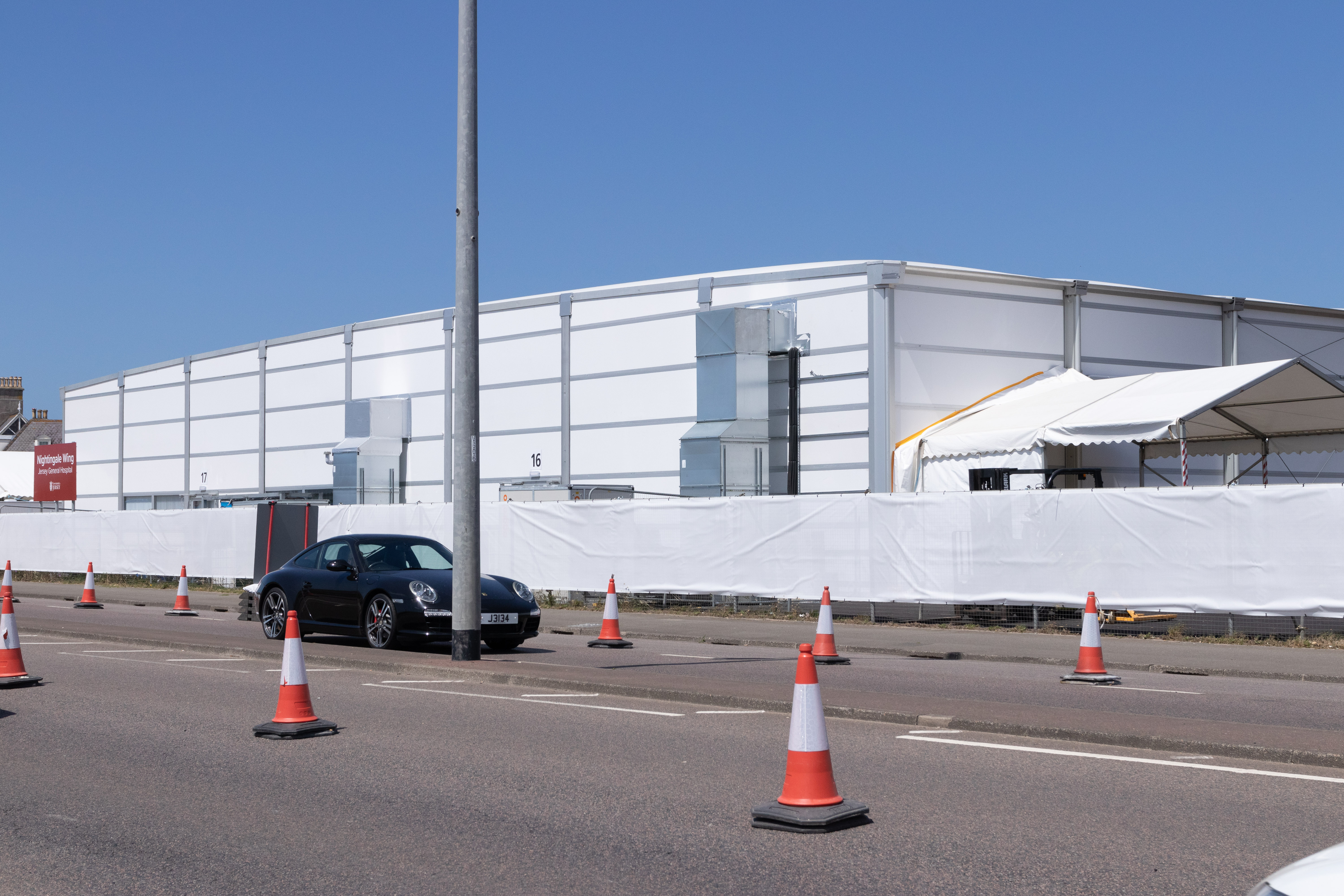
L’aile Nightingale du Jersey General Hospital

Le 9 avril, le gouvernement a annoncé qu’un hôpital de campagne serait construit sur un terrain de jeu à Millbrook. Parfois décrit comme une aile du Jersey General Hospital, il est situé à côté de église St Matthews, à 3 kilomètres (1,9 mi) du site principal. Le soi-disant Nightingale hospital devait coûter 14,4 millions de livres sterling et prendre moins d'un mois à construire. Il serait de 150m de long et 30m de large, contenant six salles de 30 lits chacun, mais pourrait être agrandi pour contenir jusqu’à 240 lits. Le domaine appartient à la famille de Lord Trent. L’entrepreneur qui construit le site, J3 Limited, est une coentreprise entre Sir Robert McAlpine, Garenne Construction Group et FES Group. Il a participé à la construction des hôpitaux Nightingale à Glasgow et à Manchester.
Le 4 mai, la construction a été achevée et le bâtiment est passé sous le contrôle du département de la santé et des services communautaires. Le 11 mai, l'hôpital a été ouvert par le Comte et la Comtesse de Wessex via une liaison vidéo. 
Le 14 août, le gouvernement a annoncé que l'installation resterait en place pendant l'hiver, le bail ayant été prolongé jusqu'au 31 mars 2021. Le coût total est resté dans les limites du budget initial.

#### Problèmes de santé
En juin 2020, les États de Jersey ont publié un rapport sur les aspects liés à la santé du confinement. On a notamment fait valoir que la détention par la police de personnes souffrant de problèmes de santé mentale avait augmenté et que cinq tentatives de suicide pouvaient être directement liées au confinement causant des problèmes de santé mentale. Les plus pauvres semblent être les plus touchés, élargissant l’écart entre les nantis et les démunis.
En août, il a été annoncé que lorsqu’un vaccin il sera offert gratuitement à tous et que les premiers à le recevoir seront les plus vulnérables. Le coût a été estimé à 5 millions de livres sterling.

### Fin de vie et funérailles
En mars, les restrictions sur les funérailles comprennent une interdiction des services religieux et seulement un maximum de dix personnes en deuil qui doivent être de la famille immédiate peuvent assister a été mis en œuvre,.
L’île a une capacité de stockage de 100 corps à travers l’hôpital et les salons funéraires, mais le gouvernement a préparé une morgue temporaire appelé The Sanctum au cas où la capacité serait dépassée.
À la mi-avril, l’interdiction de visiter les patients mourants a été levée en mars pour permettre aux parents portant de l’EPI de rendre visite à leurs proches.
Le 1 juillet, les restrictions ont été assouplies, permettant à 80 personnes d’assister à des funérailles si le bâtiment permettait ce nombre en respectant la distanciation sociale.

### Transport et voyage

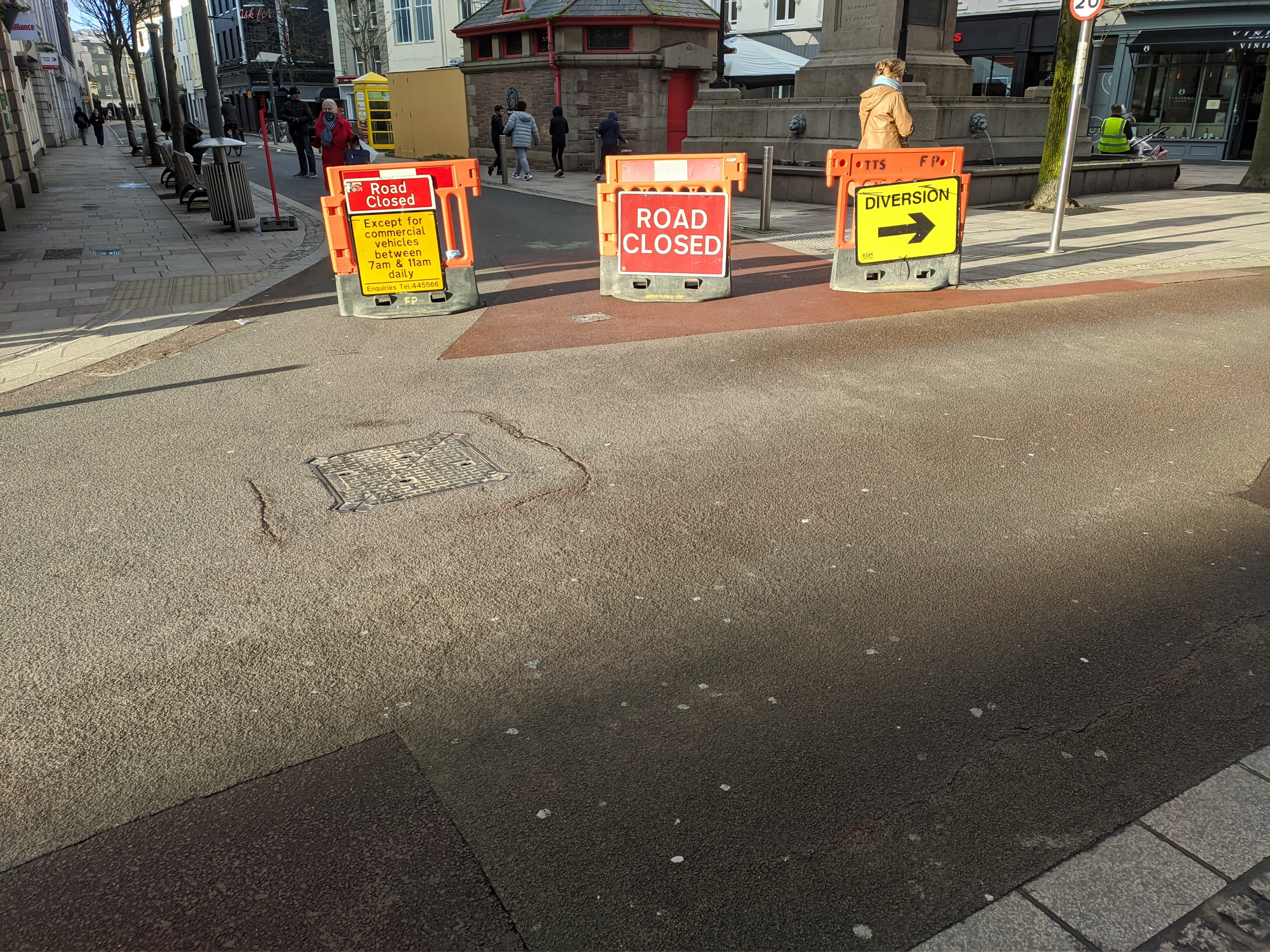
Panneaux indiquant la fermeture de Broad Street

Broad Street à Saint Helier a été fermée en mai 2020 pour favoriser la distanciation physique, comme de nombreux autres projets de rues en réponse à la pandémie dans les îles britanniques. La route est située dans le centre-ville près de King Street. À l’époque, le sous-ministre de l’Infrastructure, Kevin Lewis, a proposé d’autres projets, mais il n’a pas donné de détails. Aucun autre projet n’a été présenté. Les véhicules de livraison peuvent toujours accéder à la route entre 7 h et 11 h et les cyclistes toute la journée dans les deux directions.
La Chambre de Commerce a critiqué cette décision, affirmant que bien que le Ministre ait fermé la rue "selon l’avis du Médecin Hygiéniste", ni le Ministre de la Santé ni le Médecin Hygiéniste n’avaient été consultés. Ils ont dit que la fermeture "n'a pas de sens" et un "souhait politique de longue date de certains". Ils disent que la route est "largement inutilisée par les piétons" et que la fermeture "affecte les détaillants". Une pétition a été présentée contre le mouvement, mais n’a pas obtenu suffisamment de signatures pour obtenir une réponse de l’Assemblée des États. Le 3 février 2021, un système à sens unique d’avis « Keep Left » a été mis en œuvre a King Street pour aider à maintenir la distanciation physique.

#### Restrictions de voyage

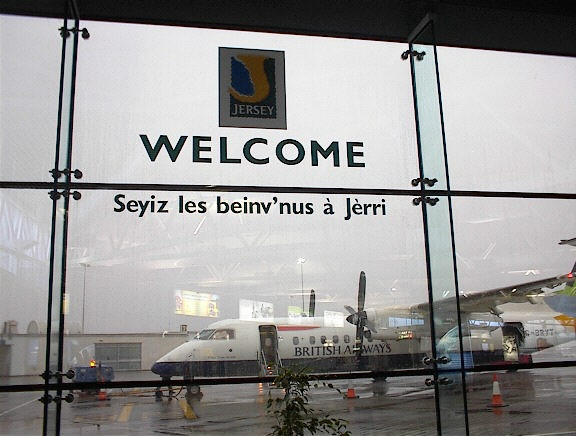
Le régime de dépistage et de retraçage de Jersey a permis de revenir dans l’île à partir de juillet 2020.

Le 12 mars 2020, le sénateur John Le Fondré, ministre en chef de Jersey a conseillé de maintenir un semblant de vie normale, y compris de continuer à partir en vacances à l’extérieur de l’île. Mais le 14 mars, le conseil a été modifié de sorte que seuls les déplacements essentiels à destination et en provenance de l’île ont été recommandés.
Du 20 mars au 1er juillet 2020, tous les voyageurs arrivant sur l’île, autres que les travailleurs essentiels, ont dû self-isolate pendant 14 jours. Tous les déplacements non essentiels hors de l’île ont été restreints pendant le confinement. Depuis le 1er juillet 2020, les frontières de Jersey sont ouvertes, mais avec des restrictions de voyage telles que les tests et l’auto-isolement en place. Jersey a adopté une stratégie assez différente de celle de Guernesey, privilégiant des périodes d’auto-isolement plus courtes pour entrer dans l’île.
Dans le cadre des restrictions de niveau 3 de la stratégie de réouverture du gouvernement, les passagers qui arrivent sur l’île depuis le 1 juin ont la possibilité de subir un test PCR et, s’ils sont négatifs, de s’isoler pendant deux semaines. Si le test est positif, ils ont dû subir plusieurs tests supplémentaires avec un test sérologique par piqûre de doigt au quatrième et peut-être d’autres tests PCR le quatrième et le septième jour après l’arrivée. À compter du 3 juillet, la restriction relative aux déplacements non essentiels a été levée. Les insulaires et les touristes étaient autorisés à entrer et sortir de l’île sans permission. Les passagers doivent s’inscrire à l’avance sur le site Web du gouvernement avant de voyager, y compris en déclarant où ils ont voyagé au cours des 14 derniers jours. L’exigence par défaut est de s’isoler pendant 14 jours à son arrivée sur l’île, mais les voyageurs peuvent opter pour le programme de tests de voyage plus sûrs pour avoir une période d’isolement plus courte.
Depuis le 8 juillet, tous les pays et toutes les régions sont classés à l’aide d’un système de "feux de circulation" vert, orange ou rouge. Les passagers doivent être testés le jour 0, le jour 5 et le jour 10 à partir de leur arrivée à Jersey. Les exigences d’auto-isolement sont les suivantes.
| Classification | Exigence d'auto-isolement                    |
| -------------- | -------------------------------------------- |
| Vert           | Jusqu’au résultat négatif du jour 0          |
| Ambre          | Jusqu’au résultat négatif du test du jour 5  |
| Rouge          | Jusqu’au résultat négatif du test du jour 10 |

À l’origine, les essais n’ont eu lieu que le jour 0 pour les arrivées en vert et en rouge, et le jour 0 et le jour 5 pour les arrivées en jaune. Ceux qui arrivaient des pays rouges devaient s’isoler pendant 14 jours sans exception, tandis que ceux qui arrivaient des pays verts n’avaient aucune exigence d’auto-isolement.
Le 27 août, la catégorisation du Royaume-Uni, de l’Irlande et de la France est passée à un niveau régional, et du Royaume-Uni à un niveau d’autorité locale
À la mi-novembre, le régime des tests et de l’isolement a été modifié à sa forme actuelle, avec des tests à l’arrivée, les jours 5 et 10, avec isolement réduit à 10 jours pour les arrivées en zone rouge, premier test négatif pour les zones vertes et après le jour 5, résultat négatif pour les zones ambrées.
Le 22 décembre 2020, le gouvernement a placé toutes les régions du Royaume-Uni sur la liste « rouge » en réponse à la nouvelle variante britannique à l’époque, y compris celles qui transitaient par le Royaume-Uni. Le 15 janvier 2021, toutes les régions et tous les pays ont été classés dans la catégorie « rouge », Guernesey étant classé dans la catégorie « ambre » en raison du nombre croissant de variants de la COVID-19 découverts dans le monde.
Au 21 janvier 2021, le programme de dépistage à la frontière a recensé 339 cas sur un total de 3 097 cas confirmés. 135 599 cas ont été identifiés dans le cadre du programme depuis le 1 juillet.
Le 26 avril 2021, les restrictions de voyage de l’île sont revenues à un modèle de feux de circulation comme auparavant pour les destinations dans les îles britanniques. Les voyages internationaux reprendront le 17 mai. Au 18 mars, malgré le fait que toutes les régions étaient toujours classées en rouge, 18 % des régions des îles britanniques (y compris l’Irlande) seraient vertes, 50 % seraient ambrées et 32 % seraient rouges. Un pont aérien gratuit est envisagé pour les déplacements entre Jersey et Guernesey. Le Safe Travel Guidelines Review Panel des États a suggéré de resserrer les critères avant de lever les restrictions. Ainsi, les critères d’un lieu à classer comme vert passeraient de 50 cas pour 100 000 personnes à 25.
Le sénateur Lyndon Farnham, ministre du Développement économique, a suggéré que des certificats de sécurité Covid pourraient être introduits pour assouplir les restrictions de voyage, les personnes entièrement vaccinées arrivant de pays ambrés étant classées comme vertes
Le 10 mai, il a été annoncé qu'une nouvelle politique de voyage serait mise en œuvre à partir du 28 mai. Le système de régions en place pour le Royaume-Uni a été remplacé par un système basé sur les nations du Royaume-Uni, chaque pays ayant une classification unique. Ces changements ont été appliqués rétrospectivement. Le système de feux de circulation a redémarré pour toutes les destinations, sur la base du système de feux de circulation britannique. Les exigences de test ont changé comme suit :
| Classification | Règles de voyage                                                  | Règles de voyage pour les personnes entièrement vaccinées         |
| -------------- | ----------------------------------------------------------------- | ----------------------------------------------------------------- |
| Vert           | Essai jour 0 + 8 Isoler jusqu'au résultat du test du jour 0       | Essai du jour 0 Aucune exigence d'isolement                       |
| Ambre          | Essai jour 0 + 5 + 10 Isoler jusqu'au résultat du test du jour 5  | Essai du jour 0 Aucune exigence d'isolement                       |
| Rouge          | Essai jour 0 + 5 + 10 Isoler jusqu'au résultat du test du jour 10 | Essai jour 0 + 5 + 10 Isoler jusqu'au résultat du test du jour 10 |

À partir du 15 juin, les classifications Ambre ne seront plus utilisées pour le Royaume-Uni. Au lieu de cela, les zones «vertes» et «rouges» seront utilisées pour les nations britanniques, avec des «freins d'urgence» en place dans les points chauds souffrant de la variante Delta. Initialement, l'Écosse était classée rouge et le reste du Royaume-Uni classé vert, avec des zones sensibles classées rouges. Les exigences d'isolement changeront comme suit :
| Classification | Règles de voyage | Règles de voyage pour les personnes entièrement vaccinées     |
| -------------- | --- | ------------------------------------------------------------- |
| Vert           | Essai jour 0 + 8 Isoler jusqu'au résultat du test du jour 0 VOIE RAPIDE: Ceux dont le test PCR est négatif jusqu'à 72 heures avant l'arrivée n'ont pas besoin de s'isoler à l'arrivée. | Politique feu vert Test du jour 0 Aucune exigence d'isolement |
| Ambre          | Essai jour 0 + 5 + 10 Isoler jusqu'au résultat du test du jour 5 | Politique feu vert Test du jour 0 Aucune exigence d'isolement |
| Rouge          | Essai jour 0 + 5 + 10 Isoler jusqu'au résultat du test du jour 10 | Essai jour 0 + 8 Isoler jusqu'au résultat du test du jour 0   |

Le 17 juin 2021, il a été annoncé qu'à partir du 29 juin, toute l'Angleterre serait classée rouge en raison d'une augmentation des cas dans ce pays, causée par le variant Delta, avec un certain nombre de freins d’urgence à partir du 22 juin. Cependant, les restrictions ont été assouplies pour les moins de 19 ans, qui à partir du 22 juin seront traités comme verts, peu importe leurs antécédents de voyage.

### Vaccinations

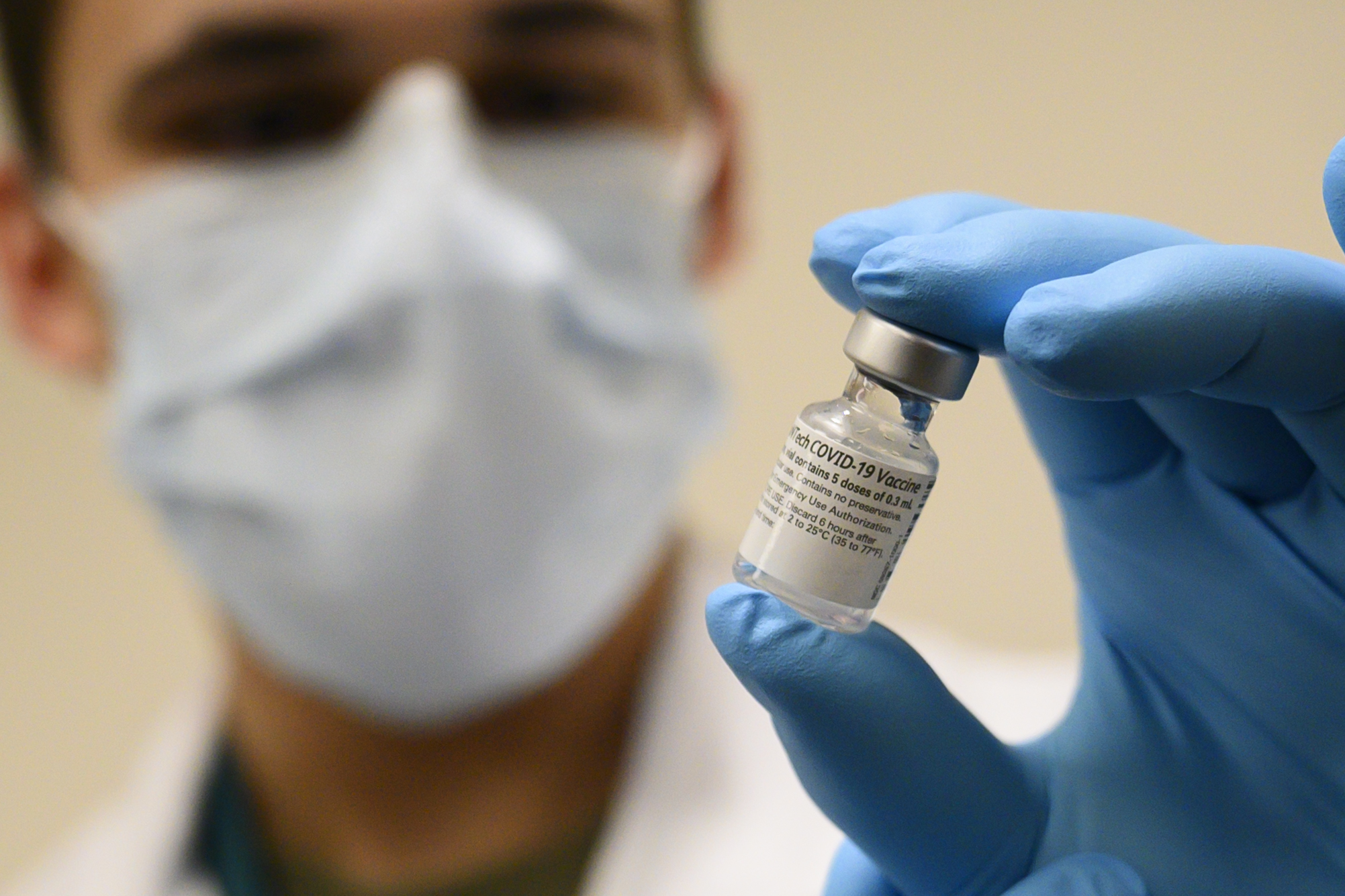
Le vaccin Pfizer-BioNTech

Le premier approvisionnement d'environ 1 000 doses du vaccin Pfizer/BioNTech est arrivé sur l'île le 8 décembre, avec la première vaccination administrée le 13 décembre à un homme de 87 ans. Le deuxième lot de 1 950 doses est arrivé le 15 décembre. Le 6 janvier 2021, l'île a reçu 900 doses du vaccin Oxford-AstraZeneca , qui ont été déployées à partir du 18 janvier.

### Autres réactions
Le 19 mars, les opérateurs de télécommunications de l’île ont annoncé une augmentation gratuite de la vitesse du haut débit à 1 Gbit/s pour tous les abonnés.
En janvier 2021, lors de la deuxième vague du virus, les locaux de la Royal Jersey Agricultural and Horticultural Society à Trinity ont été transformés en tribunal temporaire.

### Critique
Au début de la pandémie, le gouvernement de Jersey a été critiqué pour sa communication inadéquate et pour ne pas avoir initialement publié certaines statistiques en invoquant des raisons de protection des données. L'introduction par Jersey des tests sur l'île a été plus lente que celle de Guernesey. Comme la plupart des autres administrations, Jersey a souffert de pénuries d’équipement de protection individuelle (EPI). Les médias ont également critiqué l'absence de plan publié pour sortir du confinement.
L’approche adoptée par Jersey est très différente de celle de Guernesey. Jersey a adopté une stratégie supprimer, contenir et protéger, rouvrant ses frontières en juin avec une vaste stratégie de test et de recherche des contacts, tandis que Guernesey a suivi une stratégie d'élimination, obligeant la plupart des arrivants à s'auto-isoler pendant sept ou quatorze jours. L'approche de Jersey a été remise en question lors de la deuxième vague de Jersey qui a vu 1 748 nouveaux cas à Jersey en décembre contre neuf à Guernesey.
Le député de Guernesey, Peter Ferbrache, a qualifié le gouvernement de Jersey de "bande d'idiots maladroits" et a déclaré que son île était "un bailliage beaucoup, beaucoup, beaucoup mieux géré" et que les entreprises de Jersey Jersey pourraient regretter la mise en place de l’île. Plus tard en 2020, il a été élu ministre en chef de Guernesey.
Le 20 janvier 2021, il a été révélé que les ministres n'avaient pas consulté le STAC avant d'introduire les plans initiaux visant à limiter les rassemblements à Noël ou l'interdiction des visites dans les foyers de soins, bien que les ministres aient affirmé que les décisions avaient été prises sur les conseils de la cellule.
Le 21 janvier 2021, un "groupe d’acteurs clés" de l’événement, l’industrie du divertissement et des boîtes de nuit, a critiqué les programmes de soutien du gouvernement, avertissant qu’ils étaient "au bord de l’effondrement". Cela pourrait entraîner des retards et des annulations d’événements futurs, y compris le jour de la libération. Le groupe déclare que « ce n’est pas dû au fait que nos entreprises ne sont pas viables ou à des défaillances dans les entreprises, mais uniquement aux restrictions du gouvernement dont nous souffrons depuis 10 mois et qui pourraient durer encore six ou huit mois."
Le 18 mars, le gouvernement a été critiqué par le Groupe d’examen des services ministériels pour ne pas avoir été suffisamment transparent dans la prise de décisions fondées sur la pandémie.

## Impact

### Impact économique
En décembre 2020, on prévoit que la pandémie coûtera 400 millions de livres sterling, avec 400 millions de livres sterling supplémentaires de recettes fiscales perdues entre 2020 et 2023.

#### Fermetures

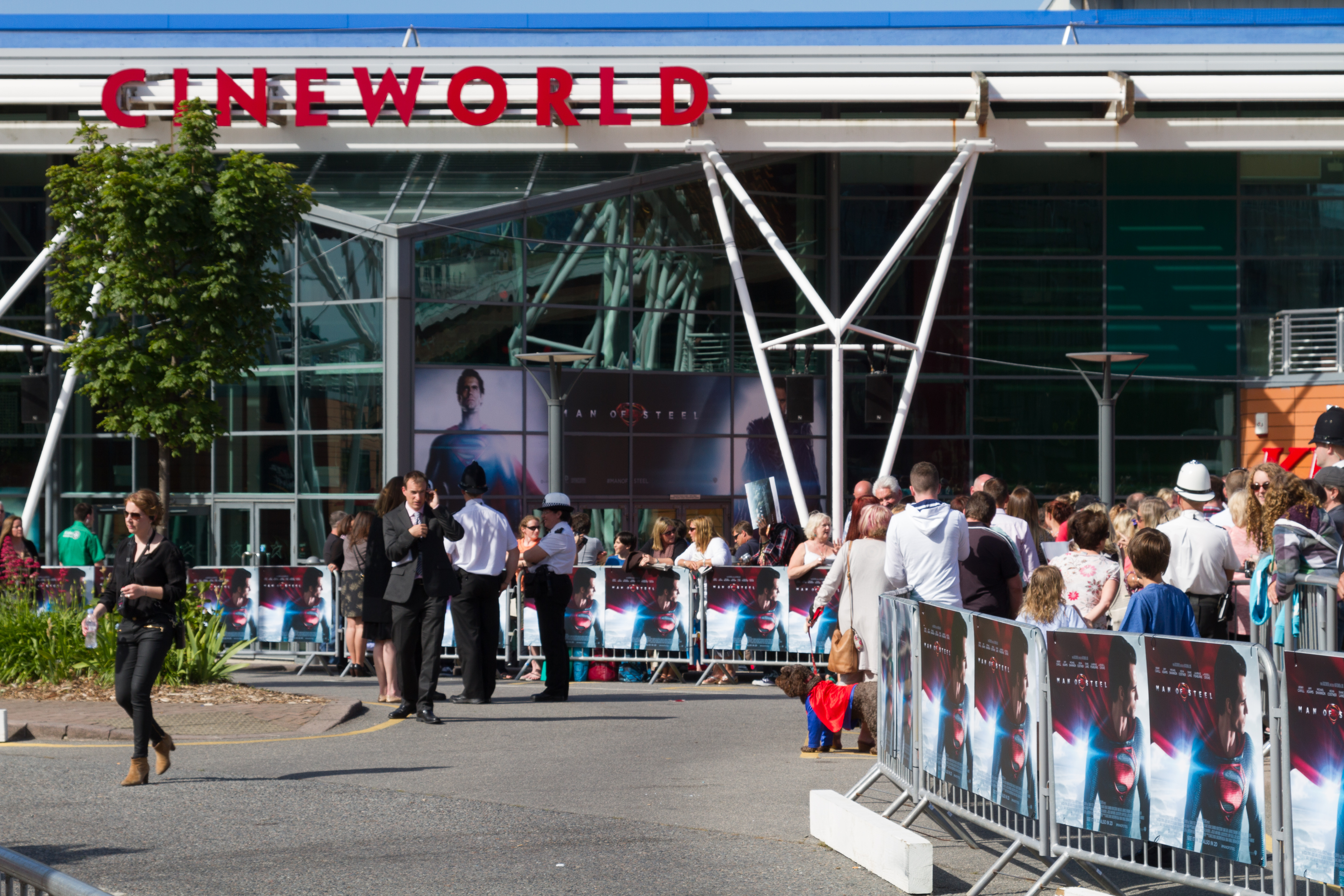
Le cinéma de Jersey est fermé depuis mars

Le 17 mars 2020, Cineworld a annoncé la fermeture du seul cinéma de l’île.
Le 22 mars 2020, les ministres ont annoncé que les pubs, les bars et les boîtes de nuit devraient fermer.
Le 23 mars 2020, le gouvernement a annoncé la fermeture de ses centres sportifs, et le Zoo de Jersey a annoncé qu’il serait fermé à partir du 24 mars jusqu’à nouvel ordre.

#### Réponse du consommateur
Fin février, les stocks de Solution hydroalcoolique étaient bas, et début mars, les supermarchés de Jersey ont signalé une demande sans précédent pour certains articles tels que le papier hygiénique. Certains détaillants ont introduit des restrictions pour empêcher les gens de stocker.

#### Avantages touristiques
À l'été 2021, en raison du maintien des restrictions de voyage en place au Royaume-Uni, Jersey pourrait tirer des avantages économiques du tourisme intérieur. Étant dans la zone de voyage commune, les restrictions de voyage ne s'appliquent pas aux voyages de l'île au Royaume-Uni. En juin 2021 easyJet  annoncé 12 autres liaisons au Royaume-Uni, et la compagnie aérienne à bas prix Wizz Air lancerait des services intra-Common Travel Area au départ de Jersey.

### Impact social

#### Éducation et garde d'enfants
Le 18 mars, il a été annoncé que toutes les écoles et collèges fermeraient pendant au moins quatre semaines à partir du 23 mars. Les personnes réputées occuper des rôles essentiels pourraient demander que leurs enfants fréquentent l’école ou la garderie afin qu’ils puissent continuer à jouer leurs rôles.

#### Annulations d'événements

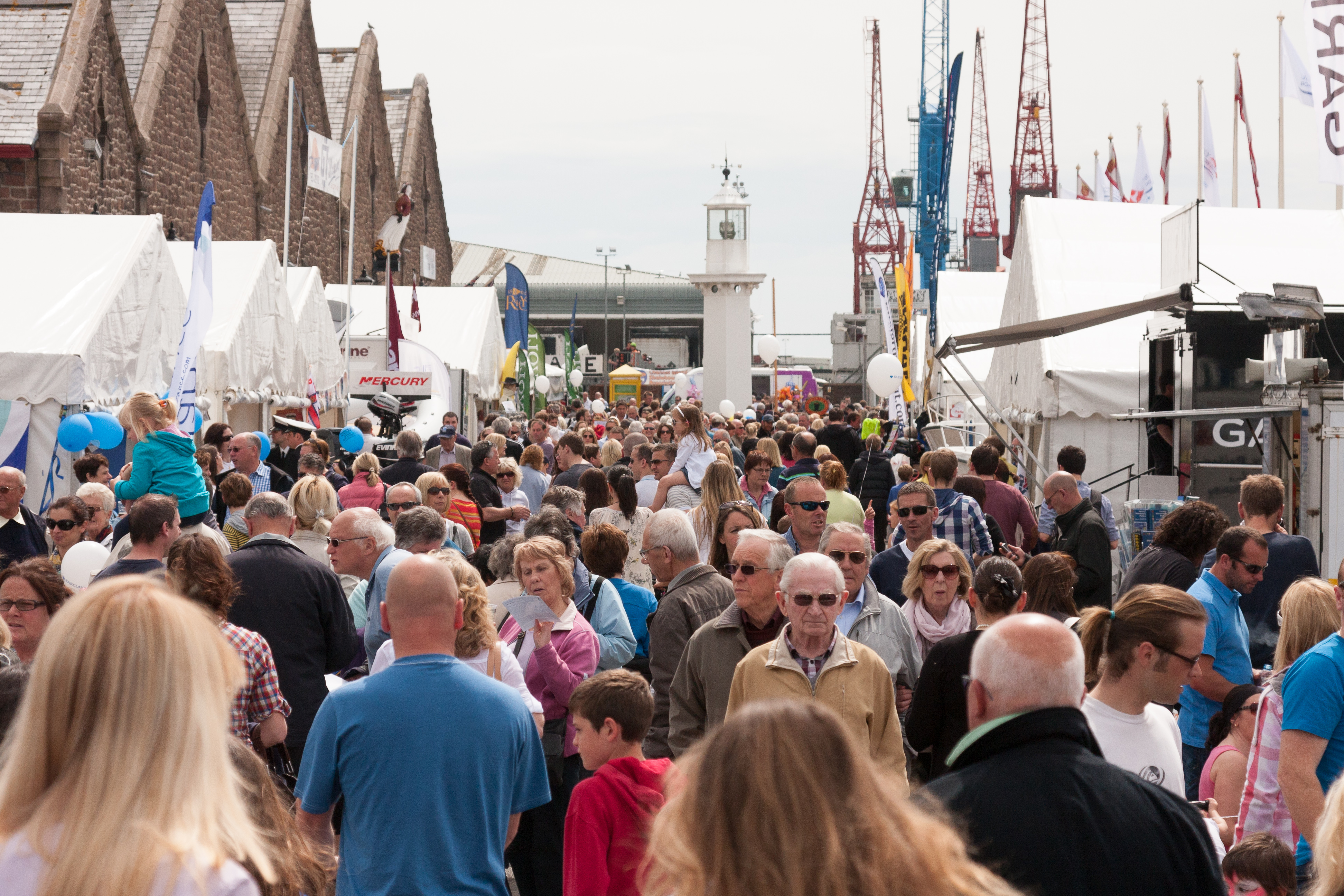
Le Jersey Boat Show a été l’un des événements annulés

En mars, le Lions Club a annoncé que son Swimarathon, une activité de collecte de fonds de bienfaisance pour la natation, qui compte plus de 3 500 participants, n’aurait pas lieu en 2020. Les organisateurs du 75e Jour de la Libération ont annoncé qu’ils seraient réduits. La paroisse de Saint Helier a annoncé plus tard qu’elle organiserait une série d’événements en ligne le Jour de la Libération. Les organisateurs de la Jersey Battle of Flowers ont annoncé que l’événement, qui devait avoir lieu en août 2020, serait annulé pour la première fois en 70 ans. Les organisateurs de la TMF Island Walk 2020 ont annoncé que la marche annuelle parrainée autour de l’île qui doit avoir lieu le 20 juin serait reportée à plus tard dans l’été ou pourrait ne pas avoir lieu. L’événement attire habituellement 1500 marcheurs.
L’édition 2020 de la Siam Cup — le concours annuel de rugby entre Guernesey et Jersey et le deuxième trophée de rugby le plus ancien qui existe — serait disputée en mai 2021. La Muratti Vase, la compétition de football inter-îles, a également été reportée.
En août, les organisateurs du Weekender Festival, le plus grand festival de musique des îles Anglo-Normandes, ont annoncé que l’événement qui devait avoir lieu en septembre 2020 avait été reporté à septembre 2021. En août 2021, elle a de nouveau été reportée à septembre 2022. Les organisateurs ont déclaré que toute modification des restrictions avant septembre serait "trop peu, trop tard".
Le Jersey International Air Display qui devait avoir lieu le 10 septembre a été annulé en raison de préoccupations quant à savoir si les spectateurs respecteraient les règles de distanciation sociale. La manche du Jersey Super League Triathlon prévue du 19 au 20 septembre a également été annulée car le niveau un de la sortie du confinement limite les épreuves sportives à 40 spectateurs.

### Voyage
Le 3 mars, la France et l'Allemagne ont été ajoutées à la liste des pays à partir desquels les voyageurs devraient s'isoler pendant 14 jours.

#### Vols

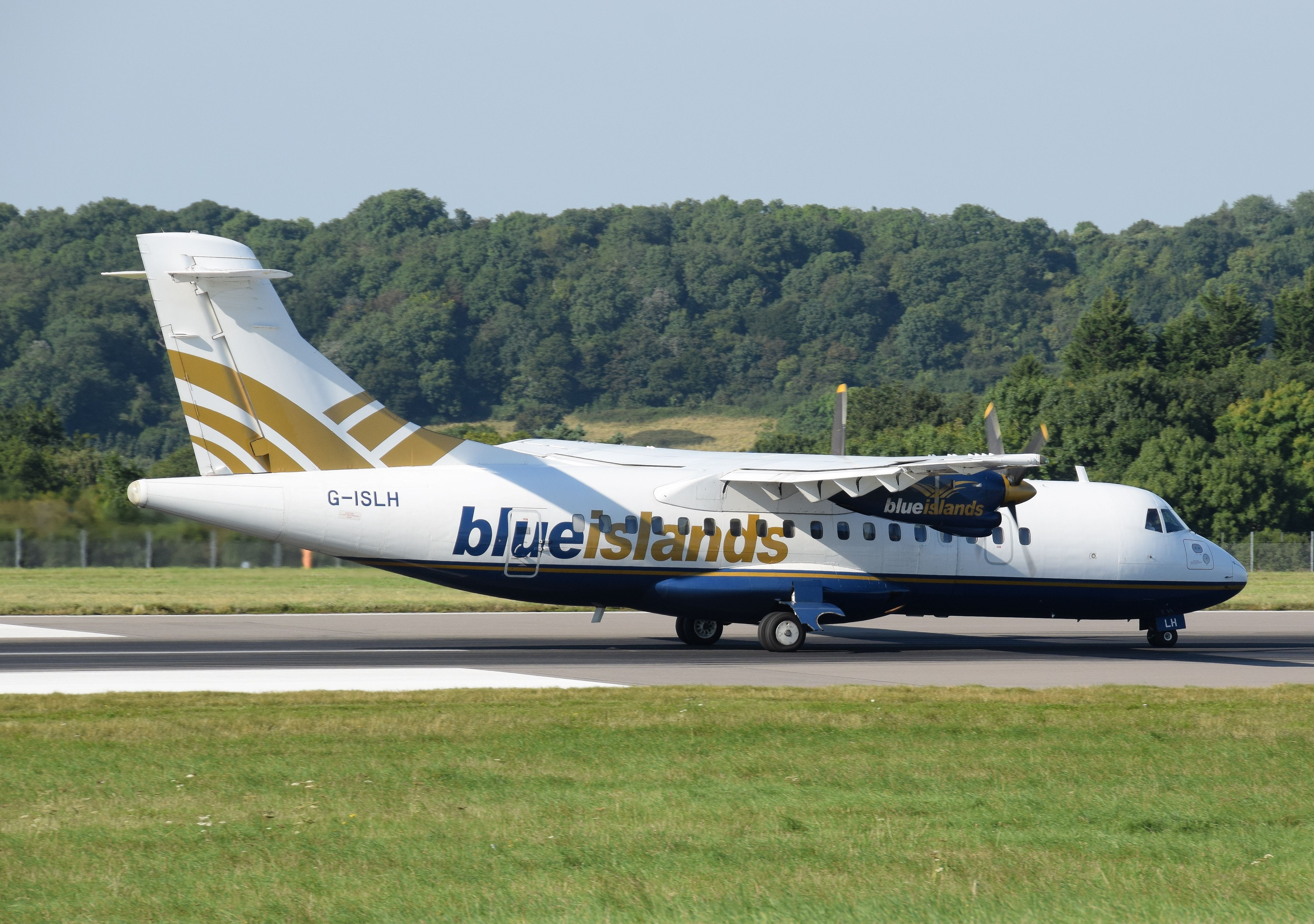
Le gouvernement de Jersey a conclu un accord avec la compagnie aérienne Blue Islands pour maintenir ouvertes les liaisons aériennes vitales

Le 5 mars, la compagnie aérienne Flybe qui avait été fondée à Jersey et desservait la plupart des routes aériennes de l’île est entré dans l’administration, citant le coronavirus comme une partie de la raison de son effondrement. Le 11 mars, la compagnie aérienne des îles anglo-normandes Blue Islands a annoncé que les vols entre Jersey et London City Airport seraient temporairement annulés.
Le 20 mars, Blue Islands a annoncé que les vols entre Jersey et Guernesey seraient suspendus. Le 28 mars, l'aéroport de Jersey a annoncé que les vols de British Airways entre Gatwick et Jersey seraient suspendus du 31 mars jusqu'à la fin avril.
Le 30 mars, EasyJet a annoncé qu’il immobilisait toute sa flotte jusqu’à nouvel ordre. EasyJet a opéré plusieurs vols par jour entre Jersey et Londres Gatwick ainsi que vers huit autres aéroports régionaux tels que Liverpool.
Le 1 avril, le gouvernement de Jersey a annoncé qu’il était en négociation avec Blue Islands pour que la compagnie aérienne assure la continuité du transport aérien vers le Royaume-Uni pour les passagers dont le voyage a été jugé essentiel. Il a été convenu qu’à partir du 20 avril, trois vols réguliers seraient effectués à destination de Southampton par semaine. Le 20 avril, il a été annoncé que personne ne serait autorisé à monter à bord d’un avion de Blue Islands sans l’approbation du gouvernement pour le voyage. Toute personne arrivant sur l'île est soumise à une auto-isolement de 14 jours à moins d'en être exemptée, chaque demande d'exemption étant traitée selon ses mérites.
À partir du 26 mai, Blue Islands effectuerait un vol hebdomadaire vers Gatwick. Le 16 juin, le ministre du Trésor de Jersey a révélé à l'Assemblée des États que le gouvernement envisageait un prêt de 10 millions de livres sterling à Blue Islands pour assurer la poursuite des liaisons vitales vers et depuis l'île.
Pendant un certain temps en novembre 2020, British Airways a suspendu ses vols vers l’île, laissant Blue Islands et EasyJet comme les seules compagnies aériennes opérant vers Jersey. Le samedi 21 novembre, il n’y avait pas de vols commerciaux à l’intérieur ou à l’extérieur de l’île, ce qui est très rare. Les vols inter-îles sont rarement annulés, même pendant la perturbation du transport aérien après l'éruption de l'Eyjafjallajökull en 2010.

#### Ferries

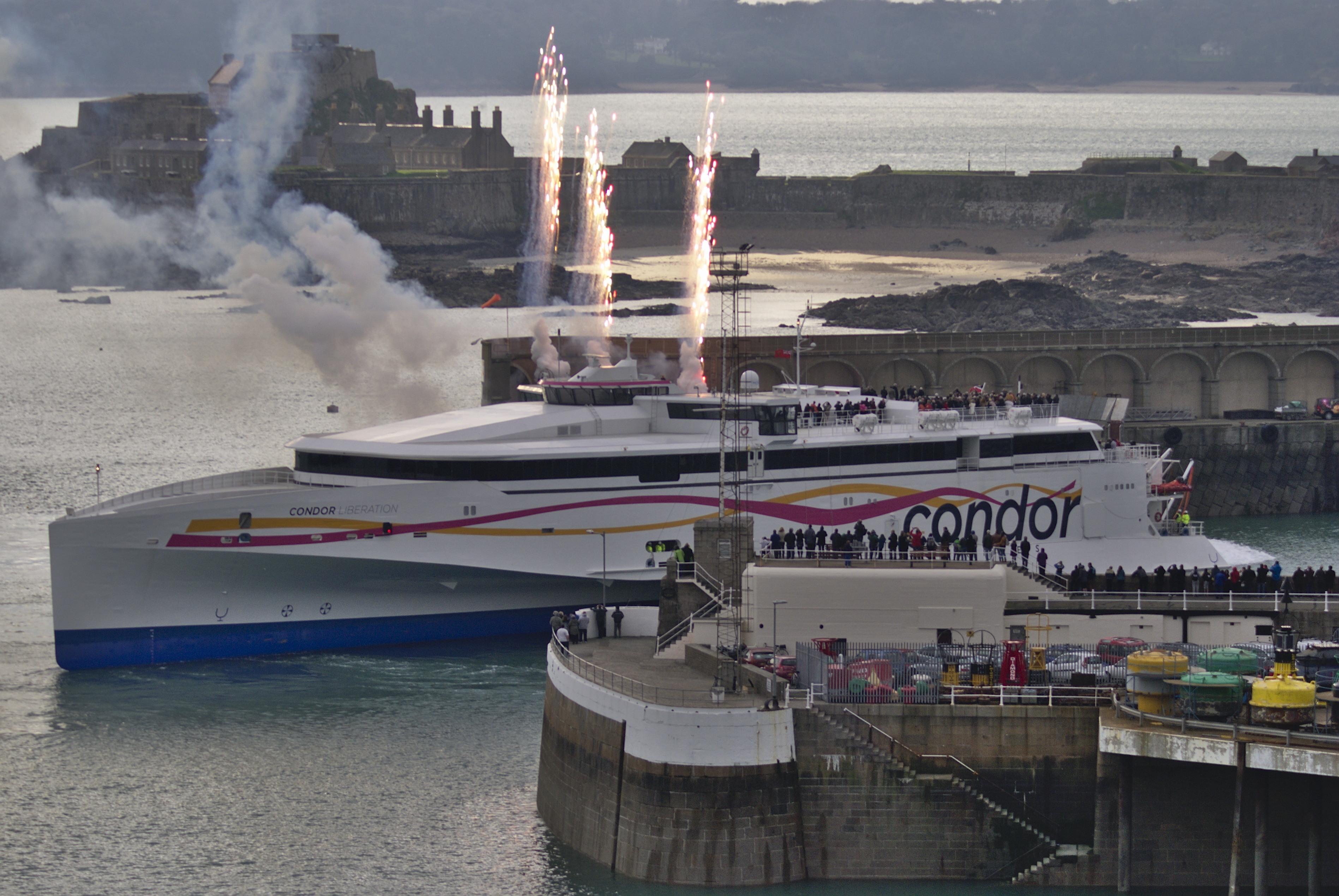
Condor Ferries' operations were severely disrupted

Le 13 mars, Condor Ferries a annoncé que le Commodore Clipper ne transporterait pas de passagers pendant un mois afin d'assurer la continuité de son service de fret utilisant le navire. Le 17 mars, il a annoncé que les voyages vers et depuis Saint-Malo seraient suspendus du 24 mars au 2 avril au moins. La compagnie a par la suite annoncé qu'elle annulerait toutes les traversées de passagers du 27 mars jusqu'au 30 avril au moins. Cela a ensuite été prolongé jusqu'au 14 mai et de nouveau jusqu'au 12 juin. Les ferries de et vers Saint-Malo ont repris le 17 juillet.
Le calendrier des départs de Condor a de nouveau été réduit lors de la deuxième vague, ses ferries rapides étant annulés jusqu'en avril 2021. Cependant, lorsque trois membres de son équipage sur son navire de fret MV Commodore Goodwill ont été testés positifs, Condor a annoncé que le ferry conventionnel Commodore Clipper ne transporterait que fret non accompagné, les passagers étant transférés sur ses ferries rapides. Les passagers doivent fournir la preuve d'un résultat négatif à un test effectué dans les 72 heures précédant le départ.

#### Bus

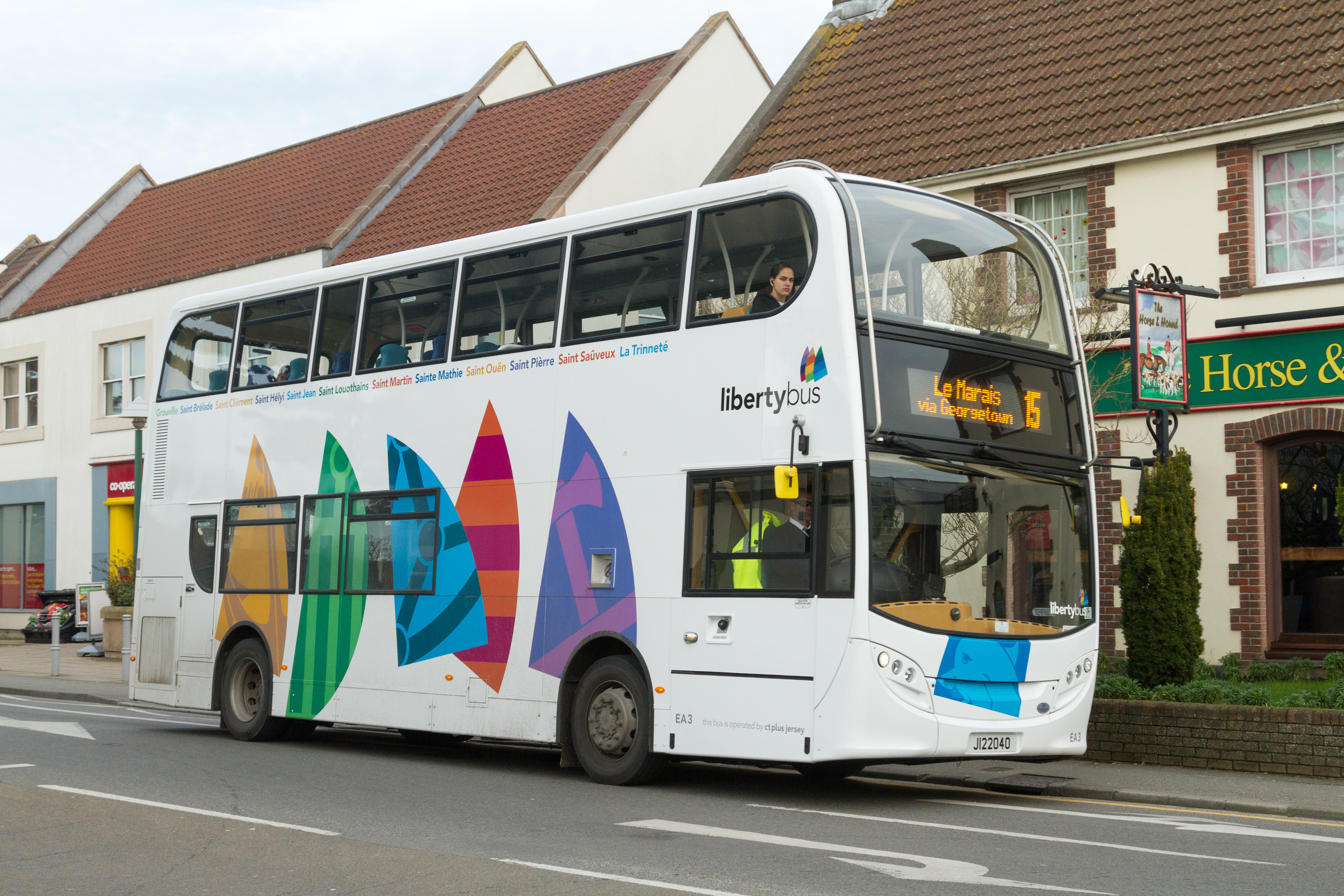
LibertyBus a exécuté un horaire réduit pendant le confinement

L'opérateur de bus de l'île, LibertyBus a proposé un horaire réduit du 28 mars au 1er septembre. Les masques faciaux sont devenus obligatoires dans les bus à partir du 27 juillet, et dans la gare routière à partir du 26 octobre.

## Statistiques

### Données par jour

#### 2020
Les chiffres ci-dessous ne comptent que les cas confirmés par les tests ; le nombre réel d'infections et de cas est probablement plus élevé que celui signalé.
Données provenant du site Web du gouvernement de Jersey.
| Données de Mars à Juin 2020 | Données de Mars à Juin 2020 | Données de Mars à Juin 2020 | Données de Mars à Juin 2020 | Données de Mars à Juin 2020 | Données de Mars à Juin 2020 | Données de Mars à Juin 2020 | Données de Mars à Juin 2020 | Données de Mars à Juin 2020 |
| Date                        | Cas confirmés               | Cas confirmés               | Décès                       | Décès                       | Résultats négatifs          | Résultats négatifs          | Récupérations confirmées    | Récupérations confirmées    |
| Date                        | Nouveau                     | Total                       | Nouveau                     | Total                       | Nouveau                     | Total                       | Nouveau                     | Total                       |
| --------------------------- | --------------------------- | --------------------------- | --------------------------- | --------------------------- | --------------------------- | --------------------------- | --------------------------- | --------------------------- |
| 10 Mars                     | 1                           | 1                           | 0                           | 0                           | –                           | 84                          |                             |                             |
| 11 Mars                     | 1                           | 2                           | 0                           | 0                           | 6                           | 90                          |                             |                             |
| 12 Mars                     | 0                           | 2                           | 0                           | 0                           | 19                          | 109                         |                             |                             |
| 13 Mars                     | 0                           | 2                           | 0                           | 0                           | 23                          | 132                         |                             |                             |
| 14 Mars                     | 0                           | 2                           | 0                           | 0                           | 33                          | 165                         |                             |                             |
| 15 Mars                     | 0                           | 2                           | 0                           | 0                           | 15                          | 180                         |                             |                             |
| 16 Mars                     | 3                           | 5                           | 0                           | 0                           | 35                          | 215                         |                             |                             |
| 17 Mars                     | 0                           | 5                           | 0                           | 0                           | 6                           | 221                         |                             |                             |
| 18 Mars                     | 1                           | 6                           | 0                           | 0                           | 72                          | 293                         |                             |                             |
| 19 Mars                     | 4                           | 10                          | 0                           | 0                           | 30                          | 323                         |                             |                             |
| 20 Mars                     | 2                           | 12                          | 0                           | 0                           | 49                          | 372                         |                             |                             |
| 21 Mars                     | 3                           | 15                          | 0                           | 0                           | 11                          | 383                         |                             |                             |
| 22 Mars                     | Aucune donnée publiée       | Aucune donnée publiée       | Aucune donnée publiée       | Aucune donnée publiée       | Aucune donnée publiée       | Aucune donnée publiée       |                             |                             |
| 23 Mars                     | 1                           | 16                          | 0                           | 0                           | 22                          | 405                         |                             |                             |
| 24 Mars                     | 0                           | 16                          | 0                           | 0                           | 0                           | 405                         |                             |                             |
| 25 Mars                     | Aucune donnée publiée       | Aucune donnée publiée       | Aucune donnée publiée       | Aucune donnée publiée       | Aucune donnée publiée       | Aucune donnée publiée       |                             |                             |
| 26 Mars                     | 16                          | 32                          | 1                           | 1                           | 67                          | 472                         |                             |                             |
| 27 Mars                     | 20                          | 52                          | 0                           | 1                           | 129                         | 601                         |                             |                             |
| 28 Mars                     | 9                           | 61                          | 0                           | 1                           | 49                          | 650                         |                             |                             |
| 29 Mars                     | 2                           | 63                          | 1                           | 2                           | 18                          | 668                         |                             |                             |
| 30 Mars                     | 18                          | 81                          | 0                           | 2                           | 80                          | 748                         |                             |                             |
| 31 Mars                     | 0                           | 81                          | 0                           | 2                           | 0                           | 748                         |                             |                             |
| 1 Avril                     | Aucune donnée publiée       | Aucune donnée publiée       | Aucune donnée publiée       | Aucune donnée publiée       | Aucune donnée publiée       | Aucune donnée publiée       |                             |                             |
| 2 Avril                     | 15                          | 96                          | 0                           | 2                           | 124                         | 872                         |                             |                             |
| 3 Avril                     | 22                          | 118                         | 0                           | 2                           | 120                         | 992                         |                             |                             |
| 4 Avril                     | 8                           | 126                         | 1                           | 3                           | 124                         | 1,116                       |                             |                             |
| 5 Avril                     | 29                          | 155                         | 0                           | 3                           | 112                         | 1,228                       |                             |                             |
| 6 Avril                     | 14                          | 169                         | 0                           | 3                           | 60                          | 1,274                       |                             |                             |
| 7 Avril                     | 1                           | 170                         | 0                           | 3                           | 5                           | 1,278                       |                             |                             |
| 8 Avril                     | 0                           | 170                         | 0                           | 3                           | 44                          | 1,322                       |                             |                             |
| 9 Avril                     | 13                          | 183                         | 0                           | 3                           | 146                         | 1,455                       |                             |                             |
| 10 Avril                    | 15                          | 198                         | 0                           | 3                           | 38                          | 1,493                       |                             |                             |
| 11 Avril                    | Aucune donnée publiée       | Aucune donnée publiée       | Aucune donnée publiée       | Aucune donnée publiée       | Aucune donnée publiée       | Aucune donnée publiée       |                             |                             |
| 12 Avril                    | 15                          | 213                         | 0                           | 3                           | 67                          | 1,560                       |                             |                             |
| 13 Avril                    | 4                           | 217                         | 0                           | 3                           | 23                          | 1,583                       |                             |                             |
| 14 Avril                    | 0                           | 217                         | 3                           | 6                           | 9                           | 1,592                       |                             |                             |
| 15 Avril                    | 2                           | 219                         | 1                           | 7                           | 27                          | 1,619                       |                             |                             |
| 16 Avril                    | 4                           | 223                         | 3                           | 10                          | 27                          | 1,646                       | –                           | –                           |
| 17 Avril                    | 11                          | 234                         | 1                           | 11                          | 72                          | 1,718                       | –                           | –                           |
| 18 Avril                    | 11                          | 245                         | 1                           | 12                          | 92                          | 1,810                       | –                           | –                           |
| 19 Avril                    | 4                           | 249                         | 0                           | 12                          | 30                          | 1,840                       | –                           | –                           |
| 20 Avril                    | 0                           | 249                         | 2                           | 14                          | 40                          | 1,880                       | 118                         | 118                         |
| 21 Avril                    | 6                           | 255                         | 0                           | 14                          | 39                          | 1,919                       | 15                          | 133                         |
| 22 Avril                    | 0                           | 255                         | 4                           | 18                          | 54                          | 1,973                       | 18                          | 151                         |
| 23 Avril                    | 21                          | 276                         | 1                           | 19                          | 64                          | 2,037                       | 10                          | 161                         |
| 24 Avril                    | 2                           | 278                         | 0                           | 19                          | 89                          | 2,126                       | 4                           | 165                         |
| 25 Avril                    | 2                           | 280                         | 0                           | 19                          | 47                          | 2,173                       | 0                           | 165                         |
| 26 Avril                    | 1                           | 281                         | 0                           | 19                          | 18                          | 2,191                       | 0                           | 170                         |
| 27 Avril                    | 2                           | 283                         | 0                           | 19                          | 58                          | 2,249                       | 11                          | 181                         |
| 28 Avril                    | 1                           | 284                         | 1                           | 20                          | 40                          | 2,289                       | 4                           | 185                         |
| 29 Avril                    | 2                           | 286                         | 1                           | 21                          | 63                          | 2,352                       | 5                           | 190                         |
| 30 Avril                    | 0                           | 286                         | 2                           | 23                          | 114                         | 2,466                       | 7                           | 197                         |
| 1 Mai                       | 0                           | 286                         | 1                           | 24                          | 66                          | 2,532                       | 0                           | 197                         |
| 2 Mai                       | 5                           | 291                         | 0                           | 24                          | 40                          | 2,572                       | 0                           | 197                         |
| 3 Mai                       | 1                           | 292                         | 0                           | 24                          | 131                         | 2,703                       | 2                           | 199                         |
| 4 Mai                       | 1                           | 293                         | 0                           | 24                          | 56                          | 2,759                       | 6                           | 205                         |
| 5 Mai                       | 0                           | 293                         | 0                           | 24                          | 19                          | 2,778                       | 2                           | 207                         |
| 6 Mai                       | 0                           | 293                         | 1                           | 25                          | 34                          | 2,812                       | 0                           | 207                         |
| 7 Mai                       | 0                           | 293                         | 0                           | 25                          | 81                          | 2,893                       | 0                           | 207                         |
| 8 Mai                       | 0                           | 293                         | 0                           | 25                          | 96                          | 2,989                       | 15                          | 222                         |
| 9 Mai                       | 0                           | 293                         | 0                           | 25                          | 107                         | 3,096                       | 3                           | 225                         |
| 10 Mai                      | 1                           | 294                         | 0                           | 25                          | 144                         | 3,240                       | 1                           | 226                         |
| 11 Mai                      | 0                           | 294                         | 0                           | 25                          | 84                          | 3,324                       | 0                           | 226                         |
| 12 Mai                      | 1                           | 295                         | 1                           | 26                          | 56                          | 3,380                       | 0                           | 226                         |
| 13 Mai                      | 1                           | 296                         | 1                           | 27                          | 101                         | 3,481                       | 0                           | 226                         |
| 14 Mai                      | 1                           | 297                         | 0                           | 27                          | 83                          | 3,564                       | 0                           | 226                         |
| 15 Mai                      | 0                           | 297                         | 0                           | 27                          | 75                          | 3,639                       | 0                           | 226                         |
| 16 Mai                      | 5                           | 302                         | 0                           | 27                          | 189                         | 3,828                       | 0                           | 226                         |
| 17 Mai                      | 0                           | 302                         | 0                           | 27                          | 97                          | 3,925                       | 0                           | 226                         |
| 18 Mai                      | 1                           | 303                         | 0                           | 27                          | 228                         | 4,153                       | 17                          | 243                         |
| 19 Mai                      | 0                           | 303                         | 1                           | 28                          | 14                          | 4,167                       | 1                           | 244                         |
| 20 Mai                      | 3                           | 306                         | 1                           | 29                          | 165                         | 4,332                       | 12                          | 256                         |
| 21 Mai                      | 0                           | 306                         | 0                           | 29                          | 227                         | 4,559                       | 16                          | 272                         |
| 22 Mai                      | 0                           | 306                         | 0                           | 29                          | 188                         | 4,747                       | 0                           | 272                         |
| 23 Mai                      | 0                           | 306                         | 0                           | 29                          | 209                         | 4,956                       | 7                           | 279                         |
| 24 Mai                      | 0                           | 306                         | 0                           | 29                          | 163                         | 5,119                       | 1                           | 280                         |
| 25 Mai                      | 1                           | 307                         | 0                           | 29                          | 185                         | 5,304                       | 0                           | 280                         |
| 26 Mai                      | 0                           | 307                         | 0                           | 29                          | 286                         | 5,590                       | 0                           | 280                         |
| 27 Mai                      | 1                           | 308                         | 0                           | 29                          | 121                         | 5,711                       | 0                           | 284                         |
| 28 Mai                      | 0                           | 308                         | 0                           | 29                          | 193                         | 5,904                       | 3                           | 287                         |
| 29 Mai                      | 0                           | 308                         | 0                           | 29                          | 202                         | 6,106                       | 0                           | 287                         |
| 30 Mai                      | 0                           | 308                         | 0                           | 29                          | 175                         | 6,281                       | 0                           | 287                         |
| 31 Mai                      | 0                           | 308                         | 0                           | 29                          | 299                         | 6,580                       | 3                           | 290                         |
| 1 Juin                      | 0                           | 308                         | 0                           | 29                          | 204                         | 6,784                       | 0                           | 290                         |
| 2 Juin                      | 0                           | 308                         | 1                           | 30                          | 233                         | 7,017                       | 0                           | 290                         |
| 3 Juin                      | 1                           | 309                         | 0                           | 30                          | 226                         | 7,243                       | 0                           | 290                         |
| 4 Juin                      | 0                           | 309                         | 0                           | 30                          | 157                         | 7,400                       | 0                           | 290                         |
| 5 Juin                      | 0                           | 309                         | 0                           | 30                          | 473                         | 7,873                       | 0                           | 290                         |
| 6 Juin                      | 2                           | 311                         | 0                           | 30                          | 282                         | 8,155                       | 0                           | 290                         |
| 7 Juin                      | Aucune donnée publiée       | Aucune donnée publiée       | Aucune donnée publiée       | Aucune donnée publiée       | Aucune donnée publiée       | Aucune donnée publiée       | Aucune donnée publiée       | Aucune donnée publiée       |
| 8 Juin                      | 1                           | 312                         | 0                           | 30                          | 592                         | 8,747                       | 1                           | 291                         |
| 9 Juin                      | 1                           | 313                         | 0                           | 30                          | 163                         | 8,910                       | 1                           | 292                         |
| 10 Juin                     | 0                           | 313                         | 0                           | 30                          | 297                         | 9,207                       | 0                           | 292                         |
| 11 Juin                     | 0                           | 313                         | 0                           | 30                          | 305                         | 9,512                       | 0                           | 292                         |
| 12 Juin                     | 0                           | 313                         | 0                           | 30                          | 383                         | 9,895                       | 0                           | 292                         |
| 13 Juin                     | 0                           | 313                         | 0                           | 30                          | 283                         | 10,178                      | 2                           | 294                         |
| 14 Juin                     | Aucune donnée publiée       | Aucune donnée publiée       | Aucune donnée publiée       | Aucune donnée publiée       | Aucune donnée publiée       | Aucune donnée publiée       | Aucune donnée publiée       | Aucune donnée publiée       |
| 15 Juin                     | 3                           | 316                         | 0                           | 30                          | 552                         | 10,730                      | 1                           | 295                         |
| 16 Juin                     | 0                           | 316                         | 0                           | 30                          | 131                         | 10,861                      | 1                           | 296                         |
| 17 Juin                     | 2                           | 318                         | 0                           | 30                          | 161                         | 11,022                      | 0                           | 296                         |
| 18 Juin                     | 0                           | 318                         | 0                           | 30                          | 198                         | 11,220                      | 0                           | 296                         |
| 19 Juin                     | 0                           | 318                         | 1                           | 31                          | 398                         | 11,618                      | 1                           | 297                         |
| 20 Juin                     | 0                           | 318                         | 0                           | 31                          | 260                         | 11,878                      | 0                           | 297                         |
| 21 Juin                     | Aucune donnée publiée       | Aucune donnée publiée       | Aucune donnée publiée       | Aucune donnée publiée       | Aucune donnée publiée       | Aucune donnée publiée       | Aucune donnée publiée       | Aucune donnée publiée       |
| 22 Juin                     | 0                           | 318                         | 0                           | 31                          | 609                         | 12,487                      | 0                           | 297                         |
| 23 Juin                     | 0                           | 318                         | 0                           | 31                          | 187                         | 12,674                      | 0                           | 297                         |
| 24 Juin                     | 1                           | 319                         | 0                           | 31                          | 463                         | 13,137                      | 0                           | 297                         |
| 25 Juin                     | 0                           | 319                         | 0                           | 31                          | 243                         | 13,380                      | 0                           | 297                         |
| 26 Juin                     | 0                           | 319                         | 0                           | 31                          | 287                         | 13,667                      | 1                           | 298                         |
| 27 Juin                     | Aucune donnée publiée       | Aucune donnée publiée       | Aucune donnée publiée       | Aucune donnée publiée       | Aucune donnée publiée       | Aucune donnée publiée       | Aucune donnée publiée       | Aucune donnée publiée       |
| 28 Juin                     | Aucune donnée publiée       | Aucune donnée publiée       | Aucune donnée publiée       | Aucune donnée publiée       | Aucune donnée publiée       | Aucune donnée publiée       | Aucune donnée publiée       | Aucune donnée publiée       |
| 29 Juin                     | 0                           | 319                         | 0                           | 31                          | 826                         | 14,493                      | 3                           | 301                         |
| 30 Juin                     | 0                           | 319                         | 0                           | 31                          | 182                         | 14,675                      | 2                           | 303                         |

| Données de Juillet à Septembre 2020 | Données de Juillet à Septembre 2020 | Données de Juillet à Septembre 2020 | Données de Juillet à Septembre 2020 | Données de Juillet à Septembre 2020 | Données de Juillet à Septembre 2020 | Données de Juillet à Septembre 2020 | Données de Juillet à Septembre 2020 | Données de Juillet à Septembre 2020 |
| Date                                | Cas confirmés                       | Cas confirmés                       | Décès                               | Décès                               | Résultats négatifs                  | Résultats négatifs                  | Recouvrements confirmés             | Recouvrements confirmés             |
| Date                                | Nouveau                             | Total                               | Nouveau                             | Total                               | Nouveau                             | Total                               | Nouveau                             | Total                               |
| ----------------------------------- | ----------------------------------- | ----------------------------------- | ----------------------------------- | ----------------------------------- | ----------------------------------- | ----------------------------------- | ----------------------------------- | ----------------------------------- |
| 1 Juillet                           | 0                                   | 319                                 | 0                                   | 31                                  | 409                                 | 15,084                              | 0                                   | 303                                 |
| 2 Juillet                           | 1                                   | 320                                 | 0                                   | 31                                  | 315                                 | 15,399                              | 0                                   | 303                                 |
| 3 Juillet                           | 0                                   | 320                                 | 0                                   | 31                                  | 372                                 | 15,771                              | 0                                   | 303                                 |
| 4 Juillet                           | Aucune donnée publiée               | Aucune donnée publiée               | Aucune donnée publiée               | Aucune donnée publiée               | Aucune donnée publiée               | Aucune donnée publiée               | Aucune donnée publiée               | Aucune donnée publiée               |
| 5 Juillet                           | Aucune donnée publiée               | Aucune donnée publiée               | Aucune donnée publiée               | Aucune donnée publiée               | Aucune donnée publiée               | Aucune donnée publiée               | Aucune donnée publiée               | Aucune donnée publiée               |
| 6 Juillet                           | 5                                   | 325                                 | 0                                   | 31                                  | 1,257                               | 17,028                              | 0                                   | 303                                 |
| 7 Juillet                           | 0                                   | 325                                 | 0                                   | 31                                  | 399                                 | 17,427                              | 0                                   | 303                                 |
| 8 Juillet                           | 0                                   | 325                                 | 0                                   | 31                                  | 565                                 | 17,992                              | 0                                   | 303                                 |
| 9 Juillet                           | 0                                   | 325                                 | 0                                   | 31                                  | 561                                 | 18,553                              | 0                                   | 303                                 |
| 10 Juillet                          | 0                                   | 325                                 | 0                                   | 31                                  | 521                                 | 19,074                              | 1                                   | 304                                 |
| 11 Juillet                          | Aucune donnée publiée               | Aucune donnée publiée               | Aucune donnée publiée               | Aucune donnée publiée               | Aucune donnée publiée               | Aucune donnée publiée               | Aucune donnée publiée               | Aucune donnée publiée               |
| 12 Juillet                          | Aucune donnée publiée               | Aucune donnée publiée               | Aucune donnée publiée               | Aucune donnée publiée               | Aucune donnée publiée               | Aucune donnée publiée               | Aucune donnée publiée               | Aucune donnée publiée               |
| 13 Juillet                          | 4                                   | 329                                 | 0                                   | 31                                  | 1,667                               | 20,741                              | 0                                   | 304                                 |
| 14 Juillet                          | 0                                   | 329                                 | 0                                   | 31                                  | 316                                 | 21,057                              | 1                                   | 305                                 |
| 15 Juillet                          | 0                                   | 329                                 | 0                                   | 31                                  | 831                                 | 21,888                              | 2                                   | 307                                 |
| 16 Juillet                          | 2                                   | 331                                 | 0                                   | 31                                  | 535                                 | 22,423                              | 1                                   | 308                                 |
| 17 Juillet                          | 0                                   | 331                                 | 0                                   | 31                                  | 459                                 | 22,982                              | 2                                   | 310                                 |
| 18 Juillet                          | Aucune donnée publiée               | Aucune donnée publiée               | Aucune donnée publiée               | Aucune donnée publiée               | Aucune donnée publiée               | Aucune donnée publiée               | Aucune donnée publiée               | Aucune donnée publiée               |
| 19 Juillet                          | Aucune donnée publiée               | Aucune donnée publiée               | Aucune donnée publiée               | Aucune donnée publiée               | Aucune donnée publiée               | Aucune donnée publiée               | Aucune donnée publiée               | Aucune donnée publiée               |
| 20 Juillet                          | 0                                   | 331                                 | 0                                   | 31                                  | 2,477                               | 25,459                              | 0                                   | 310                                 |
| 21 Juillet                          | 0                                   | 331                                 | 0                                   | 31                                  | 875                                 | 26,334                              | 1                                   | 311                                 |
| 22 Juillet                          | 0                                   | 331                                 | 0                                   | 31                                  | 879                                 | 27,213                              | 1                                   | 312                                 |
| 23 Juillet                          | 0                                   | 331                                 | 0                                   | 31                                  | 766                                 | 27,979                              | 0                                   | 312                                 |
| 24 Juillet                          | 1                                   | 332                                 | 0                                   | 31                                  | 764                                 | 28,743                              | 2                                   | 314                                 |
| 25 Juillet                          | Aucune donnée publiée               | Aucune donnée publiée               | Aucune donnée publiée               | Aucune donnée publiée               | Aucune donnée publiée               | Aucune donnée publiée               | Aucune donnée publiée               | Aucune donnée publiée               |
| 26 Juillet                          | Aucune donnée publiée               | Aucune donnée publiée               | Aucune donnée publiée               | Aucune donnée publiée               | Aucune donnée publiée               | Aucune donnée publiée               | Aucune donnée publiée               | Aucune donnée publiée               |
| 27 Juillet                          | 2                                   | 334                                 | 0                                   | 31                                  | 2,501                               | 31,244                              | 0                                   | 314                                 |
| 28 Juillet                          | 1                                   | 335                                 | 0                                   | 31                                  | 1,548                               | 32,792                              | 0                                   | 314                                 |
| 29 Juillet                          | 0                                   | 335                                 | 0                                   | 31                                  | 727                                 | 33,519                              | 0                                   | 314                                 |
| 30 Juillet                          | 0                                   | 335                                 | 0                                   | 31                                  | 1,003                               | 34,522                              | 1                                   | 315                                 |
| 31 Juillet                          | 0                                   | 335                                 | 0                                   | 31                                  | 711                                 | 35,233                              | 0                                   | 315                                 |
| 1 Août                              | Aucune donnée publiée               | Aucune donnée publiée               | Aucune donnée publiée               | Aucune donnée publiée               | Aucune donnée publiée               | Aucune donnée publiée               | Aucune donnée publiée               | Aucune donnée publiée               |
| 2 Août                              | Aucune donnée publiée               | Aucune donnée publiée               | Aucune donnée publiée               | Aucune donnée publiée               | Aucune donnée publiée               | Aucune donnée publiée               | Aucune donnée publiée               | Aucune donnée publiée               |
| 3 Août                              | 4                                   | 339                                 | 0                                   | 31                                  | 3,592                               | 38,825                              | 2                                   | 317                                 |
| 4 Août                              | 4                                   | 343                                 | 0                                   | 31                                  | 1,276                               | 40,101                              | 3                                   | 320                                 |
| 5 Août                              | 1                                   | 344                                 | 0                                   | 31                                  | 1,559                               | 41,660                              | 1                                   | 321                                 |
| 6 Août                              | 1                                   | 345                                 | 0                                   | 31                                  | 1,232                               | 42,892                              | 0                                   | 321                                 |
| 7 Août                              | 0                                   | 345                                 | 0                                   | 31                                  | 873                                 | 43,765                              | 1                                   | 322                                 |
| 8 Août                              | Aucune donnée publiée               | Aucune donnée publiée               | Aucune donnée publiée               | Aucune donnée publiée               | Aucune donnée publiée               | Aucune donnée publiée               | Aucune donnée publiée               | Aucune donnée publiée               |
| 9 Août                              | Aucune donnée publiée               | Aucune donnée publiée               | Aucune donnée publiée               | Aucune donnée publiée               | Aucune donnée publiée               | Aucune donnée publiée               | Aucune donnée publiée               | Aucune donnée publiée               |
| 10 Août                             | 2                                   | 347                                 | 0                                   | 31                                  | 5,012                               | 48,777                              | 2                                   | 324                                 |
| 11 Août                             | 0                                   | 347                                 | 0                                   | 31                                  | 1,310                               | 50,087                              | 0                                   | 324                                 |
| 12 Août                             | 4                                   | 351                                 | 0                                   | 31                                  | 1,813                               | 51,900                              | 0                                   | 324                                 |
| 13 Août                             | 0                                   | 351                                 | 0                                   | 31                                  | 1,171                               | 53,071                              | 0                                   | 324                                 |
| 14 Août                             | 4                                   | 355                                 | 0                                   | 31                                  | 977                                 | 54,048                              | 0                                   | 324                                 |
| 15 Août                             | Aucune donnée publiée               | Aucune donnée publiée               | Aucune donnée publiée               | Aucune donnée publiée               | Aucune donnée publiée               | Aucune donnée publiée               | Aucune donnée publiée               | Aucune donnée publiée               |
| 16 Août                             | Aucune donnée publiée               | Aucune donnée publiée               | Aucune donnée publiée               | Aucune donnée publiée               | Aucune donnée publiée               | Aucune donnée publiée               | Aucune donnée publiée               | Aucune donnée publiée               |
| 17 Août                             | 2                                   | 357                                 | 1                                   | 32                                  | 5,464                               | 59,412                              | 4                                   | 328                                 |
| 18 Août                             | 1                                   | 358                                 | 0                                   | 32                                  | 1,191                               | 60,603                              | 0                                   | 328                                 |
| 19 Août                             | 3                                   | 361                                 | 0                                   | 32                                  | 3,688                               | 64,291                              | 1                                   | 329                                 |
| 20 Août                             | 1                                   | 362                                 | 0                                   | 32                                  | 997                                 | 65,288                              | 3                                   | 332                                 |
| 21 Août                             | 1                                   | 363                                 | 0                                   | 32                                  | 2,039                               | 67,327                              | 0                                   | 332                                 |
| 22 Août                             | Aucune donnée publiée               | Aucune donnée publiée               | Aucune donnée publiée               | Aucune donnée publiée               | Aucune donnée publiée               | Aucune donnée publiée               | Aucune donnée publiée               | Aucune donnée publiée               |
| 23 Août                             | Aucune donnée publiée               | Aucune donnée publiée               | Aucune donnée publiée               | Aucune donnée publiée               | Aucune donnée publiée               | Aucune donnée publiée               | Aucune donnée publiée               | Aucune donnée publiée               |
| 24 Août                             | 1                                   | 364                                 | 0                                   | 32                                  | 4,772                               | 72,099                              | 7                                   | 339                                 |
| 25 Août                             | 4                                   | 368                                 | 0                                   | 32                                  | 1,915                               | 74,014                              | 2                                   | 341                                 |
| 26 Août                             | 3                                   | 371                                 | 0                                   | 32                                  | 1,105                               | 75,119                              | 2                                   | 343                                 |
| 27 Août                             | 1                                   | 372                                 | 0                                   | 32                                  | 862                                 | 75,981                              | 1                                   | 344                                 |
| 28 Août                             | 1                                   | 373                                 | 0                                   | 32                                  | 1,626                               | 77,607                              | 0                                   | 344                                 |
| 29 Août                             | Aucune donnée publiée               | Aucune donnée publiée               | Aucune donnée publiée               | Aucune donnée publiée               | Aucune donnée publiée               | Aucune donnée publiée               | Aucune donnée publiée               | Aucune donnée publiée               |
| 30 Août                             | Aucune donnée publiée               | Aucune donnée publiée               | Aucune donnée publiée               | Aucune donnée publiée               | Aucune donnée publiée               | Aucune donnée publiée               | Aucune donnée publiée               | Aucune donnée publiée               |
| 31 Août                             | Aucune donnée publiée               | Aucune donnée publiée               | Aucune donnée publiée               | Aucune donnée publiée               | Aucune donnée publiée               | Aucune donnée publiée               | Aucune donnée publiée               | Aucune donnée publiée               |
| 1 Septembre                         | 5                                   | 378                                 | 0                                   | 32                                  | 6,148                               | 83,755                              | 3                                   | 347                                 |
| 2 Septembre                         | 3                                   | 381                                 | 0                                   | 32                                  | 791                                 | 84,546                              | 2                                   | 349                                 |
| 3 Septembre                         | −8                                  | 373                                 | 0                                   | 32                                  | 1,183                               | 85,729                              | −6                                  | 343                                 |
| 4 Septembre                         | 1                                   | 374                                 | 0                                   | 32                                  | 1,255                               | 86,984                              | 1                                   | 344                                 |
| 5 Septembre                         | Aucune donnée publiée               | Aucune donnée publiée               | Aucune donnée publiée               | Aucune donnée publiée               | Aucune donnée publiée               | Aucune donnée publiée               | Aucune donnée publiée               | Aucune donnée publiée               |
| 6 Septembre                         | Aucune donnée publiée               | Aucune donnée publiée               | Aucune donnée publiée               | Aucune donnée publiée               | Aucune donnée publiée               | Aucune donnée publiée               | Aucune donnée publiée               | Aucune donnée publiée               |
| 7 Septembre                         | 1                                   | 375                                 | 0                                   | 32                                  | 4,308                               | 91,292                              | 2                                   | 346                                 |
| 8 Septembre                         | 1                                   | 376                                 | 0                                   | 32                                  | 1,582                               | 92,874                              | 4                                   | 350                                 |
| 9 Septembre                         | 2                                   | 378                                 | 0                                   | 32                                  | 868                                 | 93,742                              | 1                                   | 351                                 |
| 10 Septembre                        | 1                                   | 379                                 | 0                                   | 32                                  | 769                                 | 94,511                              | 0                                   | 351                                 |
| 11 Septembre                        | 1                                   | 380                                 | 0                                   | 32                                  | 1,300                               | 95,811                              | 2                                   | 353                                 |
| 12 Septembre                        | Aucune donnée publiée               | Aucune donnée publiée               | Aucune donnée publiée               | Aucune donnée publiée               | Aucune donnée publiée               | Aucune donnée publiée               | Aucune donnée publiée               | Aucune donnée publiée               |
| 13 Septembre                        | Aucune donnée publiée               | Aucune donnée publiée               | Aucune donnée publiée               | Aucune donnée publiée               | Aucune donnée publiée               | Aucune donnée publiée               | Aucune donnée publiée               | Aucune donnée publiée               |
| 14 Septembre                        | 6                                   | 386                                 | 0                                   | 32                                  | 4,843                               | 100,654                             | 4                                   | 357                                 |
| 15 Septembre                        | 0                                   | 386                                 | 0                                   | 32                                  | 1,485                               | 102,139                             | 0                                   | 357                                 |
| 16 Septembre                        | 3                                   | 389                                 | 0                                   | 32                                  | 704                                 | 102,843                             | 1                                   | 358                                 |
| 17 Septembre                        | 2                                   | 391                                 | 0                                   | 32                                  | 1,095                               | 103,938                             | 0                                   | 358                                 |
| 18 Septembre                        | 2                                   | 393                                 | 0                                   | 32                                  | 899                                 | 104,837                             | 0                                   | 358                                 |
| 19 Septembre                        | Aucune donnée publiée               | Aucune donnée publiée               | Aucune donnée publiée               | Aucune donnée publiée               | Aucune donnée publiée               | Aucune donnée publiée               | Aucune donnée publiée               | Aucune donnée publiée               |
| 20 Septembre                        | Aucune donnée publiée               | Aucune donnée publiée               | Aucune donnée publiée               | Aucune donnée publiée               | Aucune donnée publiée               | Aucune donnée publiée               | Aucune donnée publiée               | Aucune donnée publiée               |
| 21 Septembre                        | 3                                   | 396                                 | 0                                   | 32                                  | 4,219                               | 109,056                             | 3                                   | 361                                 |
| 22 Septembre                        | 2                                   | 398                                 | 0                                   | 32                                  | 1,259                               | 110,315                             | 2                                   | 363                                 |
| 23 Septembre                        | 1                                   | 399                                 | 0                                   | 32                                  | 970                                 | 111,285                             | 2                                   | 365                                 |
| 24 Septembre                        | 0                                   | 399                                 | 0                                   | 32                                  | 683                                 | 111,968                             | 0                                   | 365                                 |
| 25 Septembre                        | 1                                   | 400                                 | 0                                   | 32                                  | 1,067                               | 113,035                             | 1                                   | 366                                 |
| 26 Septembre                        | Aucune donnée publiée               | Aucune donnée publiée               | Aucune donnée publiée               | Aucune donnée publiée               | Aucune donnée publiée               | Aucune donnée publiée               | Aucune donnée publiée               | Aucune donnée publiée               |
| 27 Septembre                        | Aucune donnée publiée               | Aucune donnée publiée               | Aucune donnée publiée               | Aucune donnée publiée               | Aucune donnée publiée               | Aucune donnée publiée               | Aucune donnée publiée               | Aucune donnée publiée               |
| 28 Septembre                        | 8                                   | 408                                 | 0                                   | 32                                  | 3,624                               | 116,659                             | 3                                   | 369                                 |
| 29 Septembre                        | 1                                   | 409                                 | 0                                   | 32                                  | 1,151                               | 117,810                             | 3                                   | 372                                 |
| 30 Septembre                        | 5                                   | 414                                 | 0                                   | 32                                  | 889                                 | 118,699                             | 3                                   | 375                                 |

| Données pour Octobre à Décembre 2020 | Données pour Octobre à Décembre 2020 | Données pour Octobre à Décembre 2020 | Données pour Octobre à Décembre 2020 | Données pour Octobre à Décembre 2020 | Données pour Octobre à Décembre 2020 | Données pour Octobre à Décembre 2020 | Données pour Octobre à Décembre 2020 | Données pour Octobre à Décembre 2020 |
| Date                                 | Cas confirmés                        | Cas confirmés                        | Décès                                | Décès                                | Résultats négatifs                   | Résultats négatifs                   | Recouvrements confirmés              | Recouvrements confirmés              |
| Date                                 | Nouveau                              | Total                                | Nouveau                              | Total                                | Nouveau                              | Total                                | Nouveau                              | Total                                |
| ------------------------------------ | ------------------------------------ | ------------------------------------ | ------------------------------------ | ------------------------------------ | ------------------------------------ | ------------------------------------ | ------------------------------------ | ------------------------------------ |
| 1 Octobre                            | 5                                    | 419                                  | 0                                    | 32                                   | 662                                  | 119,361                              | 3                                    | 378                                  |
| 2 Octobre                            | 2                                    | 421                                  | 0                                    | 32                                   | 1,231                                | 120,592                              | 1                                    | 379                                  |
| 3 Octobre                            | Aucune donnée publiée                | Aucune donnée publiée                | Aucune donnée publiée                | Aucune donnée publiée                | Aucune donnée publiée                | Aucune donnée publiée                | Aucune donnée publiée                | Aucune donnée publiée                |
| 4 Octobre                            | Aucune donnée publiée                | Aucune donnée publiée                | Aucune donnée publiée                | Aucune donnée publiée                | Aucune donnée publiée                | Aucune donnée publiée                | Aucune donnée publiée                | Aucune donnée publiée                |
| 5 Octobre                            | 10                                   | 431                                  | 0                                    | 32                                   | 3,101                                | 123,693                              | 1                                    | 380                                  |
| 6 Octobre                            | 7                                    | 438                                  | 0                                    | 32                                   | 1,125                                | 124,718                              | 0                                    | 380                                  |
| 7 Octobre                            | 3                                    | 441                                  | 0                                    | 32                                   | 760                                  | 125,478                              | 0                                    | 380                                  |
| 8 Octobre                            | 2                                    | 443                                  | 0                                    | 32                                   | 1,049                                | 126,527                              | 2                                    | 382                                  |
| 9 Octobre                            | 6                                    | 449                                  | 0                                    | 32                                   | 1,027                                | 127,554                              | 2                                    | 384                                  |
| 10 Octobre                           | Aucune donnée publiée                | Aucune donnée publiée                | Aucune donnée publiée                | Aucune donnée publiée                | Aucune donnée publiée                | Aucune donnée publiée                | Aucune donnée publiée                | Aucune donnée publiée                |
| 11 Octobre                           | Aucune donnée publiée                | Aucune donnée publiée                | Aucune donnée publiée                | Aucune donnée publiée                | Aucune donnée publiée                | Aucune donnée publiée                | Aucune donnée publiée                | Aucune donnée publiée                |
| 12 Octobre                           | 30                                   | 479                                  | 0                                    | 32                                   | 3,612                                | 131,166                              | 13                                   | 397                                  |
| 13 Octobre                           | 4                                    | 483                                  | 0                                    | 32                                   | 1,351                                | 132,517                              | 0                                    | 397                                  |
| 14 Octobre                           | 4                                    | 487                                  | 0                                    | 32                                   | 1,117                                | 133,634                              | 2                                    | 399                                  |
| 15 Octobre                           | 3                                    | 490                                  | 0                                    | 32                                   | 714                                  | 134,348                              | 6                                    | 405                                  |
| 16 Octobre                           | 0                                    | 490                                  | 0                                    | 32                                   | 957                                  | 135,305                              | 1                                    | 406                                  |
| 17 Octobre                           | Aucune donnée publiée                | Aucune donnée publiée                | Aucune donnée publiée                | Aucune donnée publiée                | Aucune donnée publiée                | Aucune donnée publiée                | Aucune donnée publiée                | Aucune donnée publiée                |
| 18 Octobre                           | Aucune donnée publiée                | Aucune donnée publiée                | Aucune donnée publiée                | Aucune donnée publiée                | Aucune donnée publiée                | Aucune donnée publiée                | Aucune donnée publiée                | Aucune donnée publiée                |
| 19 Octobre                           | 19                                   | 509                                  | 0                                    | 32                                   | 3,688                                | 138,993                              | 8                                    | 414                                  |
| 20 Octobre                           | 7                                    | 516                                  | 0                                    | 32                                   | 655                                  | 139,648                              | 2                                    | 416                                  |
| 21 Octobre                           | 7                                    | 523                                  | 0                                    | 32                                   | 1,052                                | 140,700                              | 4                                    | 420                                  |
| 22 Octobre                           | 3                                    | 526                                  | 0                                    | 32                                   | 1,188                                | 141,888                              | 4                                    | 424                                  |
| 23 Octobre                           | 4                                    | 530                                  | 0                                    | 32                                   | 978                                  | 142,866                              | 2                                    | 426                                  |
| 24 Octobre                           | Aucune donnée publiée                | Aucune donnée publiée                | Aucune donnée publiée                | Aucune donnée publiée                | Aucune donnée publiée                | Aucune donnée publiée                | Aucune donnée publiée                | Aucune donnée publiée                |
| 25 Octobre                           | Aucune donnée publiée                | Aucune donnée publiée                | Aucune donnée publiée                | Aucune donnée publiée                | Aucune donnée publiée                | Aucune donnée publiée                | Aucune donnée publiée                | Aucune donnée publiée                |
| 26 Octobre                           | 26                                   | 556                                  | 0                                    | 32                                   | 2,190                                | 145,056                              | 34                                   | 460                                  |
| 27 Octobre                           | 4                                    | 560                                  | 0                                    | 32                                   | 865                                  | 145,921                              | 5                                    | 465                                  |
| 28 Octobre                           | 6                                    | 566                                  | 0                                    | 32                                   | 708                                  | 146,629                              | 0                                    | 465                                  |
| 29 Octobre                           | 3                                    | 569                                  | 0                                    | 32                                   | 795                                  | 147,424                              | 2                                    | 467                                  |
| 30 Octobre                           | 5                                    | 574                                  | 0                                    | 32                                   | 916                                  | 148,340                              | 11                                   | 478                                  |
| 31 Octobre                           | Aucune donnée publiée                | Aucune donnée publiée                | Aucune donnée publiée                | Aucune donnée publiée                | Aucune donnée publiée                | Aucune donnée publiée                | Aucune donnée publiée                | Aucune donnée publiée                |
| 1 Novembre                           | Aucune donnée publiée                | Aucune donnée publiée                | Aucune donnée publiée                | Aucune donnée publiée                | Aucune donnée publiée                | Aucune donnée publiée                | Aucune donnée publiée                | Aucune donnée publiée                |
| 2 Novembre                           | 17                                   | 591                                  | 0                                    | 32                                   | 1,853                                | 150,193                              | 21                                   | 499                                  |
| 3 Novembre                           | 17                                   | 608                                  | 0                                    | 32                                   | 699                                  | 150,892                              | 4                                    | 503                                  |
| 4 Novembre                           | 12                                   | 620                                  | 0                                    | 32                                   | 699                                  | 151,860                              | 1                                    | 504                                  |
| 5 Novembre                           | 12                                   | 632                                  | 0                                    | 32                                   | 628                                  | 152,488                              | 10                                   | 514                                  |
| 6 Novembre                           | 11                                   | 643                                  | 0                                    | 32                                   | 2,472                                | 154,960                              | 2                                    | 516                                  |
| 7 Novembre                           | Aucune donnée publiée                | Aucune donnée publiée                | Aucune donnée publiée                | Aucune donnée publiée                | Aucune donnée publiée                | Aucune donnée publiée                | Aucune donnée publiée                | Aucune donnée publiée                |
| 8 Novembre                           | Aucune donnée publiée                | Aucune donnée publiée                | Aucune donnée publiée                | Aucune donnée publiée                | Aucune donnée publiée                | Aucune donnée publiée                | Aucune donnée publiée                | Aucune donnée publiée                |
| 9 Novembre                           | 29                                   | 672                                  | 0                                    | 32                                   | 3,446                                | 158,406                              | 18                                   | 534                                  |
| 10 Novembre                          | 18                                   | 690                                  | 0                                    | 32                                   | 969                                  | 159,375                              | 7                                    | 541                                  |
| 11 Novembre                          | 14                                   | 704                                  | 0                                    | 32                                   | 1,761                                | 161,136                              | 10                                   | 551                                  |
| 12 Novembre                          | 17                                   | 721                                  | 0                                    | 32                                   | 592                                  | 161,748                              | 5                                    | 556                                  |
| 13 Novembre                          | 11                                   | 732                                  | 0                                    | 32                                   | 1,539                                | 163,287                              | 1                                    | 557                                  |
| 14 Novembre                          | Aucune donnée publiée                | Aucune donnée publiée                | Aucune donnée publiée                | Aucune donnée publiée                | Aucune donnée publiée                | Aucune donnée publiée                | Aucune donnée publiée                | Aucune donnée publiée                |
| 15 Novembre                          | Aucune donnée publiée                | Aucune donnée publiée                | Aucune donnée publiée                | Aucune donnée publiée                | Aucune donnée publiée                | Aucune donnée publiée                | Aucune donnée publiée                | Aucune donnée publiée                |
| 16 Novembre                          | 32                                   | 764                                  | 0                                    | 32                                   | 2,541                                | 165,828                              | 21                                   | 578                                  |
| 17 Novembre                          | 11                                   | 775                                  | 0                                    | 32                                   | 1,098                                | 166,926                              | 17                                   | 595                                  |
| 18 Novembre                          | 11                                   | 786                                  | 0                                    | 32                                   | 763                                  | 167,689                              | 3                                    | 598                                  |
| 19 Novembre                          | 11                                   | 797                                  | 0                                    | 32                                   | 1,125                                | 168,814                              | 5                                    | 603                                  |
| 20 Novembre                          | 14                                   | 811                                  | 0                                    | 32                                   | 777                                  | 169,591                              | 17                                   | 620                                  |
| 21 Novembre                          | Aucune donnée publiée                | Aucune donnée publiée                | Aucune donnée publiée                | Aucune donnée publiée                | Aucune donnée publiée                | Aucune donnée publiée                | Aucune donnée publiée                | Aucune donnée publiée                |
| 22 Novembre                          | Aucune donnée publiée                | Aucune donnée publiée                | Aucune donnée publiée                | Aucune donnée publiée                | Aucune donnée publiée                | Aucune donnée publiée                | Aucune donnée publiée                | Aucune donnée publiée                |
| 23 Novembre                          | 24                                   | 835                                  | 0                                    | 32                                   | 3,088                                | 172,679                              | 29                                   | 649                                  |
| 24 Novembre                          | 6                                    | 841                                  | 0                                    | 32                                   | 678                                  | 173,357                              | 19                                   | 668                                  |
| 25 Novembre                          | 21                                   | 862                                  | 0                                    | 32                                   | 2,110                                | 175,467                              | 22                                   | 690                                  |
| 26 Novembre                          | 35                                   | 897                                  | 0                                    | 32                                   | 907                                  | 176,374                              | 3                                    | 693                                  |
| 27 Novembre                          | 31                                   | 928                                  | 0                                    | 32                                   | 737                                  | 177,111                              | 12                                   | 705                                  |
| 28 Novembre                          | Aucune donnée publiée                | Aucune donnée publiée                | Aucune donnée publiée                | Aucune donnée publiée                | Aucune donnée publiée                | Aucune donnée publiée                | Aucune donnée publiée                | Aucune donnée publiée                |
| 29 Novembre                          | Aucune donnée publiée                | Aucune donnée publiée                | Aucune donnée publiée                | Aucune donnée publiée                | Aucune donnée publiée                | Aucune donnée publiée                | Aucune donnée publiée                | Aucune donnée publiée                |
| 30 Novembre                          | 84                                   | 1,012                                | 0                                    | 32                                   | 3,807                                | 180,918                              | 37                                   | 742                                  |
| 1 Décembre                           | 42                                   | 1,054                                | 0                                    | 32                                   | 1,859                                | 182,777                              | 11                                   | 753                                  |
| 2 Décembre                           | 56                                   | 1,110                                | 0                                    | 32                                   | 1,371                                | 184,148                              | 3                                    | 756                                  |
| 3 Décembre                           | 60                                   | 1,170                                | 0                                    | 32                                   | 2,540                                | 186,688                              | 13                                   | 769                                  |
| 4 Décembre                           | 68                                   | 1,238                                | 0                                    | 32                                   | 2,286                                | 188,974                              | 5                                    | 774                                  |
| 5 Décembre                           | 23                                   | 1,261                                | 0                                    | 32                                   | 1,114                                | 190,088                              | 13                                   | 787                                  |
| 6 Décembre                           | 96                                   | 1,357                                | 0                                    | 32                                   | 1,421                                | 191,509                              | 30                                   | 817                                  |
| 7 Décembre                           | 31                                   | 1,388                                | 0                                    | 32                                   | 2,067                                | 193,576                              | 11                                   | 828                                  |
| 8 Décembre                           | 72                                   | 1,460                                | 0                                    | 32                                   | 1,161                                | 194,737                              | 29                                   | 857                                  |
| 9 Décembre                           | 37                                   | 1,497                                | 0                                    | 32                                   | 2,381                                | 197,118                              | 14                                   | 871                                  |
| 10 Décembre                          | 58                                   | 1,555                                | 0                                    | 32                                   | 2,087                                | 199,205                              | 30                                   | 901                                  |
| 11 Décembre                          | 82                                   | 1,637                                | 0                                    | 32                                   | 2,165                                | 201,370                              | 45                                   | 946                                  |
| 12 Décembre                          | 51                                   | 1,688                                | 0                                    | 32                                   | 2,403                                | 203,773                              | 46                                   | 992                                  |
| 13 Décembre                          | 91                                   | 1,779                                | 0                                    | 32                                   | 1,864                                | 205,637                              | 24                                   | 1,016                                |
| 14 Décembre                          | 63                                   | 1,842                                | 0                                    | 32                                   | 1,109                                | 206,746                              | 26                                   | 1,042                                |
| 15 Décembre                          | 59                                   | 1,901                                | 0                                    | 32                                   | 2,636                                | 209,382                              | 22                                   | 1,064                                |
| 16 Décembre                          | 100                                  | 2,001                                | 0                                    | 32                                   | 1,867                                | 211,249                              | 30                                   | 1,094                                |
| 17 Décembre                          | 97                                   | 2,098                                | 1                                    | 33                                   | 3,404                                | 214,653                              | 101                                  | 1,195                                |
| 18 Décembre                          | 136                                  | 2,234                                | 3                                    | 36                                   | 828                                  | 215,481                              | 65                                   | 1,260                                |
| 19 Décembre                          | 22                                   | 2,256                                | 0                                    | 36                                   | 2,045                                | 217,526                              | 55                                   | 1,315                                |
| 20 Décembre                          | 80                                   | 2,336                                | 0                                    | 36                                   | 1,690                                | 219,216                              | 55                                   | 1,370                                |
| 21 Décembre                          | 109                                  | 2,445                                | 2                                    | 38                                   | 1,386                                | 220,602                              | 27                                   | 1,397                                |
| 22 Décembre                          | 38                                   | 2,483                                | 1                                    | 39                                   | 2,514                                | 223,116                              | 67                                   | 1,464                                |
| 23 Décembre                          | 77                                   | 2,560                                | 1                                    | 40                                   | 1,198                                | 224,314                              | 77                                   | 1,541                                |
| 24 Décembre                          | 23                                   | 2,583                                | 1                                    | 41                                   | 1,952                                | 226,266                              | 80                                   | 1,621                                |
| 25 Décembre                          | Aucune donnée publiée                | Aucune donnée publiée                | Aucune donnée publiée                | Aucune donnée publiée                | Aucune donnée publiée                | Aucune donnée publiée                | Aucune donnée publiée                | Aucune donnée publiée                |
| 26 Décembre                          | Aucune donnée publiée                | Aucune donnée publiée                | Aucune donnée publiée                | Aucune donnée publiée                | Aucune donnée publiée                | Aucune donnée publiée                | Aucune donnée publiée                | Aucune donnée publiée                |
| 27 Décembre                          | 80                                   | 2,663                                | 0                                    | 41                                   | 3,536                                | 229,802                              | 146                                  | 1,767                                |
| 28 Décembre                          | 29                                   | 2,692                                | 0                                    | 41                                   | 777                                  | 230,579                              | 192                                  | 1,859                                |
| 29 Décembre                          | 15                                   | 2,707                                | 0                                    | 41                                   | 1,118                                | 231,697                              | 43                                   | 1,902                                |
| 30 Décembre                          | 19                                   | 2,726                                | 1                                    | 42                                   | 1,337                                | 233,134                              | 76                                   | 1,978                                |
| 31 Décembre                          | 34                                   | 2,760                                | 2                                    | 44                                   | 1,796                                | 234,930                              | 188                                  | 2,166                                |

#### 2021
Data sourced from the Government of Jersey website.
| Janvier 2021 à ce jour | Janvier 2021 à ce jour | Janvier 2021 à ce jour | Janvier 2021 à ce jour | Janvier 2021 à ce jour | Janvier 2021 à ce jour   | Janvier 2021 à ce jour   | Janvier 2021 à ce jour              | Janvier 2021 à ce jour              |
| Date                   | Cas confirmés          | Cas confirmés          | Décès                  | Décès                  | Récupérations confirmées | Récupérations confirmées | Nombre total de vaccins administrés | Nombre total de vaccins administrés |
| Date                   | Nouveau                | Total                  | Nouveau                | Total                  | Nouveau                  | Total                    | Première                            | Seconde                             |
| ---------------------- | ---------------------- | ---------------------- | ---------------------- | ---------------------- | ------------------------ | ------------------------ | ----------------------------------- | ----------------------------------- |
| 1 Janvier 2021         | Aucune donnée publiée  | Aucune donnée publiée  | Aucune donnée publiée  | Aucune donnée publiée  | Aucune donnée publiée    | Aucune donnée publiée    | Aucune donnée publiée               | Aucune donnée publiée               |
| 2 Janvier              | Aucune donnée publiée  | Aucune donnée publiée  | Aucune donnée publiée  | Aucune donnée publiée  | Aucune donnée publiée    | Aucune donnée publiée    | Aucune donnée publiée               | Aucune donnée publiée               |
| 3 Janvier              | 61                     | 2,821                  | 0                      | 44                     | 176                      | 2,342                    |                                     |                                     |
| 4 Janvier              | 21                     | 2,842                  | 3                      | 47                     | 69                       | 2,411                    |                                     |                                     |
| 5 Janvier              | 21                     | 2,863                  | 4                      | 51                     | 62                       | 2,473                    |                                     |                                     |
| 6 Janvier              | 29                     | 2,892                  | 2                      | 53                     | 43                       | 2,516                    |                                     |                                     |
| 7 Janvier              | 16                     | 2,908                  | 3                      | 56                     | 45                       | 2,561                    |                                     |                                     |
| 8 Janvier              | 13                     | 2,921                  | 1                      | 57                     | 20                       | 2,581                    |                                     |                                     |
| 9 Janvier              | 37                     | 2,958                  | 0                      | 57                     | 32                       | 2,613                    |                                     |                                     |
| 10 Janvier             | 24                     | 2,972                  | 0                      | 57                     | 32                       | 2,622                    | 3,590                               | 1,306                               |
| 11 Janvier             | 21                     | 2,993                  | 2                      | 59                     | 20                       | 2,642                    |                                     |                                     |
| 12 Janvier             | 10                     | 3,003                  | 0                      | 59                     | 22                       | 2,664                    |                                     |                                     |
| 13 Janvier             | 13                     | 3,016                  | 1                      | 60                     | 18                       | 2,682                    |                                     |                                     |
| 14 Janvier             | 13                     | 3,029                  | 0                      | 60                     | 28                       | 2,710                    |                                     |                                     |
| 15 Janvier             | 15                     | 3,044                  | 2                      | 62                     | 11                       | 2,721                    |                                     |                                     |
| 16 Janvier             | 3                      | 3,047                  | 0                      | 62                     | 17                       | 2,738                    |                                     |                                     |
| 17 Janvier             | 7                      | 3,054                  | 0                      | 62                     | 23                       | 2,761                    | 5,845                               | 2,000+                              |
| 18 Janvier             | 7                      | 3,061                  | 0                      | 62                     | 23                       | 2,784                    |                                     |                                     |
| 19 Janvier             | 16                     | 3,077                  | 0                      | 62                     | 34                       | 2,818                    |                                     |                                     |
| 20 Janvier             | 11                     | 3,088                  | 0                      | 62                     | 26                       | 2,844                    |                                     |                                     |
| 21 Janvier             | 9                      | 3,097                  | 0                      | 62                     | 14                       | 2,858                    |                                     |                                     |
| 22 Janvier             | 7                      | 3,104                  | 1                      | 63                     | 21                       | 2,879                    |                                     |                                     |
| 23 Janvier             | 12                     | 3,116                  | 0                      | 63                     | 16                       | 2,895                    |                                     |                                     |
| 24 Janvier             | 6                      | 3,122                  |                        |                        |                          |                          |                                     |                                     |
| 25 Janvier             | 3                      | 3,125                  |                        |                        |                          |                          |                                     |                                     |
| 26 Janvier             | 5                      | 3,130                  |                        |                        |                          |                          |                                     |                                     |
|                        |                        |                        |                        |                        |                          |                          |                                     |                                     |

### Graphiques
Nombre total de cas en 2021 
Pour des raisons techniques, il est temporairement impossible d'afficher le graphique qui aurait dû être présenté ici.

Décès en 2020 et 2021 
Pour des raisons techniques, il est temporairement impossible d'afficher le graphique qui aurait dû être présenté ici.

Nombre total de cas en 2020 
Pour des raisons techniques, il est temporairement impossible d'afficher le graphique qui aurait dû être présenté ici.

Nouveaux cas par semaine
Pour des raisons techniques, il est temporairement impossible d'afficher le graphique qui aurait dû être présenté ici.